# Берроуз, Эдгар Райс
Э́дгар Райс Бе́рроуз (англ. Edgar Rice Burroughs; 1 сентября 1875 года, Чикаго, — 19 марта 1950 года, Энсино, Калифорния) — американский писатель «эры макулатурных журналов»; наиболее известны его серии книг о Тарзане и Джоне Картере. Оказал значительное влияние на развитие жанров научной фантастики и фэнтези в XX веке, прямое его воздействие на собственное творчество и выбор призвания отмечали Рэй Бредбери, Роберт Хайнлайн, Карл Саган.
Эдгар Берроуз в молодости недолгое время служил в армии, затем не слишком успешно занимался предпринимательской деятельностью. В 1912 году в возрасте тридцати семи лет дебютировал романами о Тарзане и Джоне Картере, которые публиковались с продолжением. Получив значительный успех во всём мире, Берроуз эксплуатировал разнообразные жанры коммерческой литературы, опубликовав около семидесяти объёмных произведений. Особенно часто писатель обращался к жанрам «планетарного романа» и «меча и планеты», а также повествованиям о затерянных мирах и цивилизациях. Всего Берроуз написал одиннадцать романов в «Марсианском цикле», двадцать шесть романов о Тарзане, семь романов о находящемся внутри полой Земли Пеллюсидаре (один из них входит в цикл о Тарзане), четыре романа о Карсоне Нэпере и его приключениях на Венере, и множество других серийных и внесерийных книг, среди которых вестерны, исторические романы о каменном веке, средневековье, и прочее. Многие произведения Берроуза были экранизированы.
Критики отмечали, что литературный уровень произведений Эдгара Берроуза был неровным (или даже «слабым»), зачастую герои были антипсихологичны, а нагромождение приключений было ничем не мотивированным. В романах проявлялись некоторые постоянные идеи Э. Берроуза, связанные с евгеникой. Однако писатель обладал буйным воображением, умел «заразить» читателя, и стал одним из создателей мифологии современной массовой культуры: его Джон Картер был самым ранним проявлением образа супермена. Творчество Берроуза несколько десятилетий было востребованным на литературном рынке, и не забыто после смерти, он стал первым американским писателем, создавшим собственную корпорацию («Edgar Rice Burroughs, Inc.»), которая публиковала его произведения, а также производила разнообразные товары под его брендами. На месте бывшей фермы Берроуза возникло городское поселение Тарзана, названное в честь его литературного героя. В честь писателя назван марсианский кратер.

## Биография

### Ранние годы (1875—1897)

#### Происхождение. Первоначальное образование

Детская фотография Эда Берроуза

Эдгар Райс Берроуз родился 1 сентября 1875 года в Чикаго в большой и процветающей семье бизнесмена. Отец — Джордж Тайлер Берроуз — родился в 1833 году в Массачусетсе, мать — Мэри Эвалина Зиглер — родилась в 1840 году в семействе голландских эмигрантов в Айове. Позднее Берроуз приписывал матери английское происхождение. Джордж Берроуз-старший во время Гражданской войны дослужился до майора в армии Северного союза, после войны сделался процветающим бизнесменом, занимаясь винокурением: он стал вице-президентом Phoenix Distilling Company. Эд был самым младшим братом (после Джорджа, Гарри и Фрэнка), имя ему дали в честь предка — пуританского проповедника XVII века. Ещё двое братьев умерли в младенчестве. Кирпичный трёхэтажный семейный дом располагался на Вашингтонском бульваре в Вест-Сайде. Начальное образование все братья Берроузы получали в старой школе Брауна; школьное образование Эдгара пришлось на возраст от 6 до 14 лет. Позднее он сам вспоминал, что «предполагалось выучить английскую грамматику при изучении греческой и латинской, и в результате не получалось ни того, ни другого». Хотя будущий писатель открыл для себя письменную коммуникацию в шестилетнем возрасте, по словам биографа Майкла Орта, ни в одной из книг Берроуза не существует ни единого намёка на полученное им классическое образование. Отец, по словам Эдгара, был лишён воображения и не принимал в сыне артистических склонностей. В 1885 году старшие братья были отправлены учиться в Йельский университет, и это стимулировало Эда в эпистолярном жанре. Из этой переписки следует, что младший Берроуз в десятилетнем возрасте открыл для себя древнегреческую мифологию. Здоровье его было стабильно плохим: он часто простужался и пропускал школу. Во время эпидемии дифтерии родители решили забрать Эда из пятого класса и перевести в частную школу, однако поблизости была только школа миссис Кули для девочек. Судя по той же переписке, Берроуз-младший был не в восторге от такой перспективы. Однако примеру Берроузов последовали не менее шести семейств их соседей, у которых были сыновья. Судя по сохранившимся табелям за апрель и май 1888 года, Эдгар отличался успеваемостью, получив средний балл по географии «98» (по стобалльной системе) и «95» за чтение. Родители и старшие братья всячески поощряли физическую активность, у Эда был велосипед.
В 1890—1891 годах Эдгар обучался в так называемой «Гарвардской школе», в которой успеваемость резко упала. В сохранившемся итоговом табеле указаны оценки: «62» по арифметике и «79» по алгебре, «67» по английскому и «83» по латыни. Старшие братья к тому времени окончили высшее образование и устроились в отцовской фирме «American Battery Company», которая производила гальванические элементы для ручных фонарей и освещения поездов; на Колумбовой выставке 1893 года Берроуз-старший даже продемонстрировал электромобиль. Поскольку Эд страдал тяжёлым кашлем, семейный врач прописал смену климата. Отец принял решение приобрести ранчо в Айдахо, чтобы сын мог заниматься физическим трудом на свежем воздухе. Земля находилась примерно в 30 милях от Американ-Фолс, братья-управляющие назвали ранчо «Y» в честь университета и так же назвали вновь основанное почтовое отделение. Не приспособленный к сельскому труду Эдгар выучился ездить верхом и служил окружным почтальоном, преодолевая иногда до 60 миль в сутки. Затем его стали привлекать к перегону скота, что требовало навыков и было довольно опасным занятием, учитывая, что соперничество овцеводов и производителей крупного рогатого скота часто заканчивалось стрельбой и поножовщиной. Майкл Орт отмечал, что многие американские писатели того времени, например, Нед Бантлайн, Джек Лондон или Прентис Ингрэм, получили похожий опыт в молодые годы.

#### Академия Филлипса и военная академия
Проведя в Айдахо летние вакации, 15-летний Эдгар сразу после возвращения сделал предложение руки и сердца дочери соседей — Эмме Сентенни Халберт, на которую явно не произвели впечатления рассказы о ковбойском опыте. В дальнейшем Берроуз делал Эмме предложения каждый год, пока не добился согласия на брак в 1900 году. Джордж Тайлер Берроуз также был намерен вывести сына в люди, и определил его (вместе с братом Фрэнком) в престижную Академию Филлипса в Андовере, стоимость обучения в которой составляла огромную по тем временам сумму 150 долларов в месяц (4610 в ценах 2021 года). Как отмечал Майкл Орт, вплоть до достижения 36-летнего возраста Эдгар Берроуз не имел дохода, сопоставимого с расходами отца на его образование. Сохранилась анкета, заполненная Эдгаром при поступлении крупным, хорошо сформировавшимся почерком, в ней дано неверное название отцовской фирмы, и поставлен жирный прочерк в графе «церковная деноминация». Эдгар продемонстрировал социальные навыки, был избран президентом ученического совета, быстро стал редактором и иллюстратором школьной газеты, в которой вышли первые публикации, подписанные его именем, в том числе сатирическое стихотворение на макаронической латыни. На этом фоне успеваемость Эда была настолько плохой, что 15 января 1892 года его отец получил приказ дирекции об отчислении. После серьёзного скандала Эдгара отдали во вновь открытую Инженерную школу при Мичиганской военной академии, в которой он провёл пять лет. Вступительные испытания (вероятно, по упрощённой программе) включали английскую грамматику, обществознание, арифметику и сочинение. В программе первого и второго семестра были включены риторика и композиция. Вместе с Эдом поступили двое его давних друзей — Роберт Лэй и Герберт Уэстон. В военном обучении и верховой езде Берроуз показывал немалые успехи и относительно спокойно отучился пять положенных лет, хотя неоднократно получал дисциплинарные взыскания — в основном из-за противодействия «дедовщине» и самовольных отлучек. Однажды Эд и его друзья сбежали в городок, расположенный в 12 милях от казармы, чтобы попасть на танцы. В переписке младший Берроуз не скрывал восхищения временным начальником школы — капитаном Чарльзом Кингом, — который публиковался как автор романтических рассказов на военную тему. Успехи Берроуза, в том числе как нападающего в футбольной команде, привели к тому, что его включили в батальон охраны Всемирной выставки в Чикаго 1893 года, также он получил награду как наездник. На выставке в Чикаго Берроуза назначили водителем электромобиля, произведённого фирмой его отца. Далее он получил звание второго лейтенанта и вошёл в редколлегию журнала «Адъютант», выпускаемого военной академией. В отчёте, отправленном отцу, указаны следующие достижения: 16 поощрений, рейтинг 89,4 %, оценки: физика «87», французский язык «86», риторика «92», дебаты «92», военная наука «90».
Несмотря на случившийся весной 1894 года скандал (Эд ввязался в дуэль со старшим по званию, да ещё пытался подбить сокурсников для отмщения), Берроуз окончил курс обучения и 10 мая 1895 года получил письмо военного министерства с рекомендацией в Вест-Пойнт. Биограф Ирвин Порджес предполагал, что рекомендация была пролоббирована помощником конгрессмена от Айдахо Альбертом Брунцелем (хотя Эдгар имел к этому штату косвенное отношение) и конгрессменом от Чикаго Уилсоном по просьбе Джорджа Берроуза. На экзаменах в июне 1895 года в группе Эда из 118 кандидатов на поступление прошли только 14, в числе которых фамилии Берроуза не было. Это вызвало гнев отца, который пришёл к выводу, что 20-летний Эдгар всё ещё несерьёзно относится к жизни, не ставя перед собой целей и задач. В конце концов на осенний семестр 1895—1896 года его оставили инструктором при академии, когда он должен был помогать новичкам в обучении верховой езде и освоении картечницы Гатлинга. За это он получал жалованье 35 долларов в месяц с проживанием, обмундированием и питанием в академии. Заодно ему поручили занятия по геологии, что принудило Берроуза к изучению этого предмета, и он находил, что «чрезмерно занят» для своих лет. Полученные сведения о доисторических животных впоследствии пригодились для приключенческих романов. Тогда же проявилась характерная черта характера Эдгара Берроуза, которая определила следующие пятнадцать лет его жизни, все его последующие инициативы шли по одному шаблону. Отличаясь бурным темпераментом, он быстро начинал скучать, когда оказывался «на плато возможностей», ибо к успеху в американском понимании был равнодушен. Как только на его горизонте возникала некая авантюра, Эдгар резко менял поле деятельности. Не нравилась ему и социальная изоляция: по должности Берроуз должен был обыскивать личные вещи курсантов в поисках «контрабанды»: жевательного табака, алкоголя или иных запрещённых уставом вещей, что препятствовало неформальным отношениям.

#### Кавалерия

Эдгар Берроуз (вверху слева) среди сослуживцев в Форт-Гранте в 1896 году

Уход Берроуза с должности помощника коменданта военной академии весной 1896 года, по словам И. Порджеса, «случился неожиданно». Эдгар продолжал числиться в редколлегии журнала, не имел взысканий по службе, открывавшиеся карьерные перспективы также были уверенными. В то же время И. Порджес цитировал согласие Дж. Берроуза, выписанное сыну ещё 1 декабря 1894 года, на вступление того в ряды армии США в кавалерийскую часть; вероятно, эти планы были перечёркнуты надеждой на поступление в Вест-Пойнт. Уволившись в мае 1896 года, Эдгар отправился в рекрутинговое бюро в Детройт, где его встретили без всякого энтузиазма: в те времена хватало скандалов с несовершеннолетними сыновьями политиков и бизнесменов. После ожидания Эдгар был принят на службу и определён в Седьмой кавалерийский полк, располагавшийся в Форт Гранте, территория Аризона. Сержант-вербовщик откровенно предупредил молодого человека, что худшего места службы не существует. Добираться до места назначения пришлось за собственный счёт, в конце пути в карманах Эда оставался один доллар. На месте обнаружилось какое-то подобие каторжной колонии, поскольку рядовые в основном занимались дорожными и дренажными работами, а офицерская служба являлась откровенной синекурой. Офицеры занимались рукоприкладством, в свою очередь, не покидая своих квартир после наступления темноты. Навыков Берроуза, полученных в предыдущие годы, было вполне достаточно, если не считать того, что он не умел обращаться с саблей, но быстро научился строевым приёмам. В Форт Гранте к 1896 году дождей не было уже в течение семнадцати лет; после пыльной бури источник питьевой воды оказался загрязнён, и Эдгар заболел дизентерией. Полковой врач страдал алкоголизмом и вообще не занимался лечением, предложив уволить Берроуза с военной службы с диагнозом «заболевание сердца». Эдгар добился приказа из Вашингтона о повторном медицинском освидетельствовании и пришёл к выводу, что «им дешевле было похоронить меня в Аризоне, чем за казённый счёт возвращать в Детройт».
Освободившись из госпиталя, Берроуз был отправлен на поимку банды апачей. Патрулирование территории и выполнение запросов местных жителей повергло его в уныние: в конце жизни Эдгар вспоминал, что «расхлябанность и безответственность» были повседневной частью армейской жизни. Во время посещения Дункана Берроуз проиграл в покер все свои деньги, и непосредственный начальник Томпкинс выдал ему 75 центов — ровно половину оставшейся наличности, — чтобы отыграться. Жалованье младшего офицера составляло 13 долларов в месяц. Далее разразилась гроза, и из-за разлива реки пришлось срочно обходить это место на дистанцию 50 миль. После патруля так и не выздоровевшего Эдгара поставили на конюшню, где он в одиночку заботился о 14 лошадях, выгребал навоз и возил сено и фуражное зерно. Военнослужащие ожидали Дня Благодарения, в который устраивалось роскошное угощение. В сохранившемся в берроузовском архиве меню от 26 ноября 1896 года упоминались устрицы, жареная оленина и кабанятина, а на Рождество офицеры упились пивом. Именно в эти дни Эдгар навсегда распрощался с романтикой военной службы и собственным идеализмом. Вскоре в Форт Гранте разместили ещё и 24-й пехотный негритянский полк, и Берроузу пришлось исполнять некоторые поручения чёрных офицеров. Впоследствии он вспоминал, что офицеры и сержанты-негры были во всех отношениях лучше и компетентнее его белых коллег и никогда не пытались использовать своего служебного положения для расовой дискриминации. Ещё одной отдушиной для Берроуза стало рисование акварелью, для любителя он был неплохим художником, который умел реалистично изображать лошадей и пейзажи.
Первые письма отцу с просьбой вызволить его из Форт Гранта были отправлены Эдгаром в июле или августе 1896 года. В те времена практиковался выкуп из военной службы, и Берроуз-младший, несомненно, надеялся на помощь отца. Тот никогда не был в восторге от военной карьеры сына и пошёл ему навстречу и в этот раз. 11 марта 1897 года через своего друга из компании «Griffin Wheel» Джордж Берроуз обратился к военному министру Элджеру и уже 19 марта телеграфировал сыну, что приказ о его переводе из Аризоны запущен в производство. 23 марта вместо этого вышел приказ об увольнении 22-летнего Эдгара с военной службы по причине сердечного заболевания. В послужном списке, приложенном к приказу, офицер Томпкинс дал Берроузу отличную оценку. На обратном пути он встретился с братом Гарри в Ногалесе, где тот закупал породистый скот для ранчо в Айдахо, именовавшееся тогда по именам совладельцев «Sweetser & Burroughs». Предстояло загрузить его в поезд и сопровождать до Канзас-Сити. Переезд был тяжёлым: к семи вагонам Берроузов-Свитсера добавились другие, все животные были в плохом состоянии, обезвоженные и недокормленные, и на каждой станции приходилось выбрасывать по семь-восемь туш павших быков и коров, а единственным помощником Эдгара был чахоточный старик.
Эдгар Берроуз не распрощался с идеей осуществить военную карьеру. После начало испано-американской войны он обратился к бывшему начальнику в Мичиганской военной академии с просьбой помочь восстановиться в армии, однако отказался отправляться на Филиппины в числе добровольцев из Покателло. Далее он предполагал отправиться в Китай инструктором по верховой езде и даже написал командиру Первого кавалерийского добровольческого батальона полковнику Теодору Рузвельту. 19 мая пришёл ответ из Сан-Антонио:

Дорогой сэр, я был бы рад принять вас на службу, однако опасность превышения численности личного состава батальона не даёт мне возможности отвечать согласием на предложение добровольца, живущего так далеко от места моей дислокации.

### В поисках призвания (1898—1911)
Потерпев окончательную неудачу с армией, Эдгар согласился с идеей брата Гарри, который в июне 1898 года одолжил ему деньги на канцелярский магазин в Покателло; предыдущий владелец (он ушёл на войну добровольцем) торговал там газетами, табаком, фотоплёнками и химикалиями, и сам проявлял фотографии. Дело было налаженным, продавщица хорошо справлялась, а свежие газеты на дом доставлял сам Эдгар, купив себе вороного коня. У него оказались хорошие способности к рекламе и понимание запросов горожан, но всё-таки дело провалилось после многообещающего старта. Дело, вероятно, было в обычной для Эдгара скуке, как только дальнейший ход событий оказывался предсказуемым. В начале 1899 года Берроуз продал дело предыдущему владельцу магазина. Зимовка на ранчо братьев оказалась тяжёлой, вдобавок, зимой во время драки в салуне он получил удар по голове, из-за которого пару месяцев был жертвой галлюцинаций: его постель «окружали фигуры в саванах», и он считал, что лучшим средством от них будет запирать все помещения в доме на замки. После выздоровления эти явления никогда не повторялись. В марте 1900 года он ещё раз попробовал обратиться в военное министерство (рассматривался вопрос о призыве 25 000 добровольцев, впоследствии отложенный). Дальнейшая переписка с друзьями и полковником Роджерсом велась из Нью-Йорка, где Берроуз-младший, вероятно, находился по делам отцовской фирмы гальванических элементов. К зиме 1899—1900 годов относятся первые литературные опыты Эдгара Берроуза: по воспоминаниям племянницы Эвелин Маккензи в тот период он вкладывал в письма «вздорные стишки», иллюстрируемые собственными карикатурами, возможно, некоторые из них увидели свет в городской газете Покателло, например, стихотворная пародия на «Бремя белого человека» Киплинга. В январе 1899 года на титульном листе «Происхождения видов» Дарвина Эд нарисовал карикатуру, изобразив собственного деда в виде обезьяны. Вероятно, это было первым свидетельством направления интересов Берроуза, которые привели его к написанию «Тарзана». В переписке упоминается некая «историческая сказка» с претенциозным названием «Minidoka 937th Earl of One Mile Series M».
В «American Battery Company» Эдгар зарабатывал 15 долларов в неделю. Тем не менее, в январе 1900 года Эмма Сентенния Халберт наконец согласилась выйти за него замуж. Фирма переживала не лучшие времена, и отец увеличил ему жалованье лишь до 80 долларов в месяц, молодая чета частенько обедала в домах у свёкра и свекрови или тестя и тёщи для экономии. Родители Эммы подарили молодожёнам набор мебели для дома. Наконец, в 1903 году братья Берроузы ввязались в очередную авантюру с добычей золота в Айдахо: Джордж арендовал участок в долине Стэнли, а Эдгар был вынужден лично рубить и сплавлять лес для постройки «базы», то есть хижины, плота для промывочного снаряда и тому подобного. Потерпев неудачу на этом участке, Берроуз-младший присоединился к брату Генри, который пытался мыть золото в долине реки Снейк в Орегоне. Его капитал составлял на тот момент 40 долларов (не считая мебели и пса породы колли) и он решил пустить эти средства в карточную игру. В результате остался только пёс, а набор сделанной на заказ мебели пришлось продать, чтобы оплатить билеты до Чикаго. Очередное предприятие Берроузов-Свитсера потерпело крах. Не желая возвращаться домой, Эдгар устроился охранником в железнодорожную компанию в Солт-Лейк-Сити, а Эмме пришлось терпеть крайнюю нужду и исполнять при муже обязанности прислуги. После полугода подобной жизни супруги всё-таки вернулись в Чикаго. Начиная с 1905 года Эдгар сменил восемнадцать мест работы, которые плохо оплачивались: отец передал дела Джорджу и ушёл на покой, а дела фирмы не позволяли держать младшего брата на синекуре. Больше всего Эдгар не любил место коммивояжёра. Далее он целый год был бухгалтером в фирме лакокрасочных материалов, а далее сумел каким-то образом устроиться в Sears, Roebuck and Company, где проработал два года стенографистом — вплоть до рождения 12 января 1908 года их с Эммой дочери, названной Джоан. Используя полученный опыт, Эдгар открыл собственную фирму торговли по почте, хотя на самом деле это было разновидностью финансовой пирамиды: потенциальные покупатели завлекались огромными скидками и доставкой заказанных товаров до двери. Sears предложили ему вернуться на старое место, но Эдгару требовалось повышение жалованья хотя бы на 25 долларов в месяц, в чём ему было отказано. При этом неугомонный Берроуз никогда не был уволен работодателем: он уходил сам, если считал, что новое место будет перспективнее. Когда у Эдгара родился сын Харберт (в 1909 году), Гарри Берроуз пристроил его на должность рекламного агента. Эдгар рекламировал патентованное средство от алкоголизма на страницах бульварных журналов. По-видимому, это и стало основной причиной обращения Эдгара Берроуза к литературе. Позднее в статье «Как я писал книги о Тарзане» Берроуз утверждал, что когда он стал всерьёз работать с дешёвыми журналами, его воодушевило, что «людям платили за написание чуши», и он был твёрдо уверен, что сможет написать рассказы, по крайней мере, ничуть не хуже, чем публикующиеся. Далее он вернулся к идее пирамиды и основал фирму по продаже точилок для карандашей, в которой всю деятельность осуществляли наёмные агенты. Берроуз в это время занимался в офисе сочинительством. Его деловое предприятие закончилось тем, что пришлось отдать собственные часы и драгоценности Эммы в заклад. Эдгар, таясь и от родителей, и от жены, написал роман, названный им «Дея Торис, принцесса Марса». Работа велась всю первую половину 1911 года, и прошла несколько стадий, которые последовательно именовались «Моё первое приключение на Марсе» и «Зелёные марсиане».

### Писательская деятельность (1912—1950)

#### Определение нового призвания

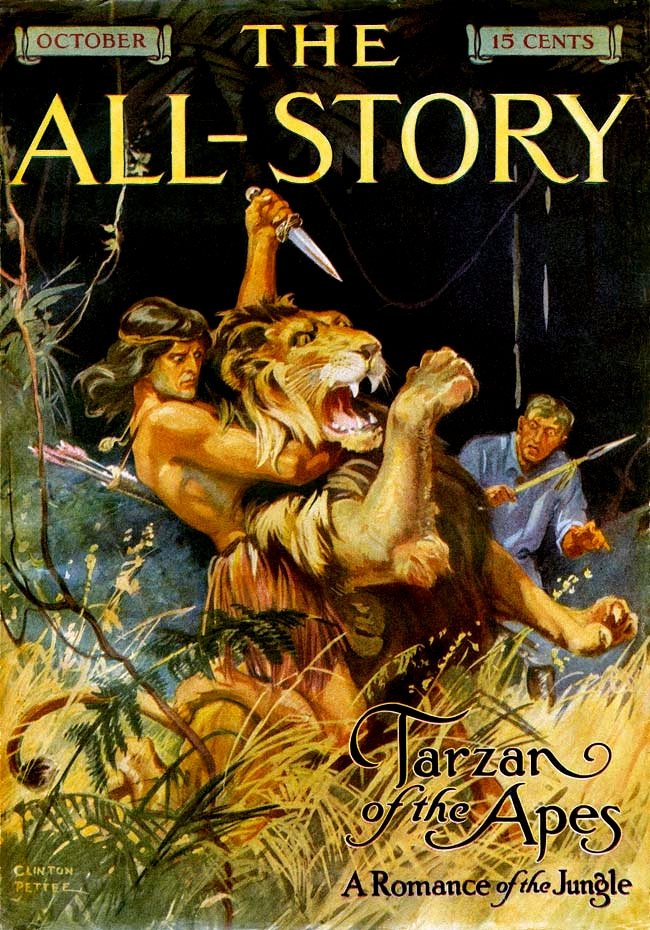
Обложка октябрьского номера «All-Story Magazine», за 1912 год, в котором началась публикация самого успешного литературного сериала Берроуза — про Тарзана

В августе 1911 года Берроуз счёл, что у него готова первая половина романа, которая имела объём 43 000 слов. Рукопись была отправлена в Munsey’s All-Story Magazine и уже через десять дней (24 августа 1911 года) был получен ответ редактора по самотёку Томаса Ньюэлла Меткафа, что если рукопись будет иметь объём 70 000 слов, а вводная часть будет сокращена, роман вполне может быть опубликован. Эдгар откровенно ответил, что его интересует не слава, а заработок, и поинтересовался размером гонорара, а также аванса на переработку текста. Получив удовлетворивший его ответ (0,5 цента за слово — стандарт для неизвестных публике авторов), Эдгар открылся Эмме и работал чуть ли не круглосуточно. 28 сентября рукопись объёмом 63 000 слов была отправлена в редакцию. 4 ноября начинающему писателю был предложен гонорар в 400 долларов (примерно 11 800 долларов в ценах 2021 года) с сохранением за ним прав (и с запросом на рекомендацию, что история не является плагиатом). Текст был поставлен в план на 1912 год и должен был публиковаться в шести номерах от февраля до июля. Также Меткаф посоветовал Берроузу попробовать реализовать историко-романтический сюжет в духе «Айвенго». Полученный гонорар Берроуз назвал «первым крупным событием» своей жизни. Редактор переименовал роман в «Под лунами Марса» («Under the Moons of Mars»); авторский вариант затем был использован в книжном издании. Берроуз попросил поставить вместо имени автора псевдоним «Normal Bean», но корректор или наборщик изменил его на «Норман».
Поскольку предприятие по продаже точилок обанкротилось, Берроуз решился написать исторический роман, который был бы более респектабельным для его социального круга, и соответствовал его собственным вкусам. Он даже некоторое время читал в публичной библиотеке книги по истории Англии в XIII веке, и в результате уже 29 ноября 1911 года отправил Меткафу роман «Изгнанник из Торна». В декабре роман был отвергнут, не помогла и вторичная переработка в феврале 1912 года. Редакция предложила продолжать марсианскую серию: читатели требовали следующей части. В период работы над «Изгнанником» брат Гарри пристроил Эдгара в канцелярскую фирму «Чамплин-Ярдли», а весной 1912 года он перешёл заведующим отделом писем в журнал «System: The Magazine of Efficiency». В обоих случаях жалованья не хватало на содержание семьи. В журнале «Систем» Берроуз должен был вести переписку с целевой аудиторией журнала — бизнесменами. По вечерам он усердно писал романы, заявляя, что работал, «ненавидя бедность», поскольку она демонстрировала его собственную «неэффективность». Результатом стало начало нового сериала, получившее название «Тарзан. Приёмыш обезьяны». Как обычно, Эдгар не делился с женой своими планами, но переживал за своих персонажей почти физически, что иногда вызывало беспокойство родных. Рукопись объёмом 83 000 слов была отправлена Меткафу 11 июня 1912 года на прежних условиях — с сохранением всех прав за автором. Пока шло ожидание, Берроуз активно работал над продолжением марсианской серии — «Боги Марса» — и решил сделаться профессиональным литератором. Владелец журнала поднял цену за выпуск с 10 до 15 центов, поэтому наличие увлекательных текстов, предполагающих продолжение, стало для редакции вопросом выживания. Было решено принять и «Тарзана», начало публикации которого было запланировано на октябрьский номер.

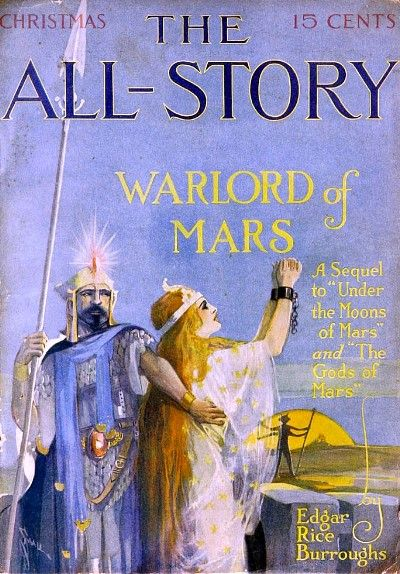
Рождественский выпуск «All-Story Weekly», в котором началась публикация «Владыки Марса»

Успех Берроуза приобрёл материальное измерение: за «Богов Марса» писатель получил 750 долларов, на которые приобрёл автомобиль «Бьюик» и совершил поездку в Калифорнию: ветреные чикагские зимы навевали на него тоску. Зиму 1912—1913 годов семейство провело в Сан-Диего и Коронадо. Тем временем поток писем в редакцию «All-Stories» принял невиданные ранее масштабы, и у Берроуза срочно были запрошены продолжения как марсианского, так и тарзанского циклов. 1 января 1913 года Берроуз окончательно уволился из офиса и отправил Меткафу рукопись нового романа о Тарзане, которая, впрочем, была написана столь торопливо, что редакция её отвергла. Несмотря на разочарование, в феврале Эдгар отправил рукопись конкурентам — в журнал «The New Story Magazine», где роман был переименован в «Возвращение в джунгли»; гонорар составил 1000 долларов. Это вызвало возмущение Меткафа, которому Берроуз ответил, что пишет единственно для того, чтобы обеспечить жену и трёх детей. Сын Джон Колмэн появился на свет 28 февраля 1913 года — через две недели после кончины своего деда Джорджа. Убедившись в собственных возможностях, до 1919 года Эдгар Берроуз интенсивно экспериментировал, перебирая литературные жанры и редакции журналов. За это время он создал семь романов о Тарзане, четыре в марсианском цикле (включая «Владыка Марса» и «Тувия, дева Марса»), два романа о подземном мире Пеллюсидар и ещё дюжину книг на другие темы. Из 25 романов этих лет десять были выпущены книжными изданиями и ещё четыре были экранизированы. Уже в 1915 году Берроуз стал самым продаваемым фантастом англоязычного мира, опередив Герберта Уэллса и Конан Дойла. Сил писателя хватало на три романа в год, которые он пристраивал в бульварный журнал, а в 1920-е годы ежегодно подписывал контракт на экранизацию или инсценировку, и выпускал как минимум одно книжное издание. Берроуз не любил собственных произведений и не считал их относящимися к литературе (исключение он делал только для «Изгнанников», которые не понравились ни публике, ни редакторам), работая по законам рынка, а заодно приучая широкую читательскую массу к новым жанрам массовой литературы. В 1913 году Берроуз завёл литературного агента — У. Чепмена и активно зондировал рынок. Оказалось, что романы о Тарзане могут быть опубликованы в газетах: The New York Evening World печатала первого «Тарзана» в 46 номерах. Он оставлял все права на все издания за собой: журнальная публикация «Возвращение Тарзана» принесла ему 729 долларов и ещё 300 долларов — газетный сериал. Всего через год после начала публикации его первой книги за новые тексты Берроуза шла конкурентная борьба и разные журналы заказывали ему продолжения разных серий. Совокупный гонорар за 1913 год составил примерно 15 000 долларов — за пять романов объёмом 413 000 слов, не считая переизданий. «All-Story» стал платить ему по два с половиной цента за слово при ограничении объёма романа пятьюдесятью тысячами слов. Несмотря на рост доходов, образ жизни Берроуза мало изменился. Он писал быстро, но тратил на работу только по несколько часов в день, так что в среднем на один роман уходило два-три месяца. Зиму семья проводила в Калифорнии, где Эдгар пристрастился к гольфу.

#### Первый успех

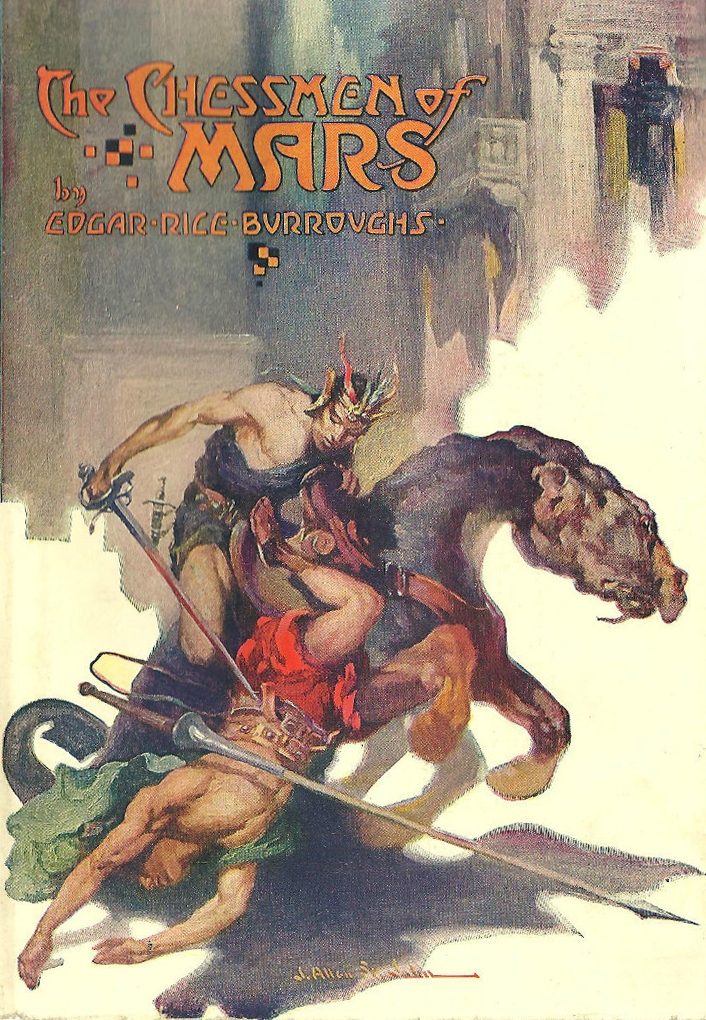
Обложка романа «Марсианские шахматы», опубликованного издательством A. C. McClurg в 1922 году

В сезон 1914 года Берроуз мог позволить себе поселиться в фешенебельном районе Ок-Парк (дом с пятью спальнями, центральным отоплением и горячим водоснабжением) и вёл переговоры с издателями. Наилучшие условия предложила фирма A. C. McClurg, выпустившая «Тарзана» отдельным изданием, с чего началось многолетнее сотрудничество с писателем. Первый тираж в 5000 экземпляров, вышедший в июне, пришлось повторить трижды; текст практически не отличался от журнального. В продажу книги поступали по цене 1 доллар 30 центов, а Берроузу полагалось стандартное роялти в 10 % от продаж. Для Берроуза открывался огромный потенциальный рынок приключенческой литературы, так как до Второй мировой войны он позиционировался писателем для взрослой аудитории. В серии для подростков «Тарзана» впервые стало печатать издательство Grosset & Dunlap в 1922 году. Это была в подлинном смысле слова «золотая жила»: до конца 1914 года было продано 8410 экземпляров «Тарзана», роялти от которых превышали любой журнальный гонорар. Переиздания этого романа и его продолжений стали ежегодными, принося твёрдый постоянный доход своему создателю.
Зимой 1914—1915 годов Берроуз попытался связаться с киноиндустрией и самостоятельно написать сценарий про Тарзана для чикагской кинофирмы «Selig Polyscope Company». Писатель требовал аванса в 500 долларов и 5 % доходов от проката — заметно больше, чем платили книжные издательства. Глава фирмы Селиг не только согласился на эти условия, но даже отправил киноэкспедицию в Африку для поиска возможного места для натурных съёмок. На этом проект закончился. Голливуд в тот период ещё не проявлял к Берроузу интереса, и в 1916 году он вступил в профессиональную чикагскую организацию писателей «White Paper Club». Именно здесь он познакомился с издателем журнала «Blue Book» Дональдом Кенникоттом, который предложил ему за новый роман о Тарзане гонорар в семь центов за слово — такой же, как у Джека Лондона. В итоге получился сборник рассказов, явно подражающий «Книге джунглей» Киплинга, вышедший отдельным изданием в 1919 году («Рассказы о Тарзане из джунглей»). В журнале были опубликованы только шесть из двенадцати новелл. По мнению Майкла Орта, возможно, эти новеллы по «безмятежности духа и стиля» являются лучшими произведениями Берроуза вообще.

#### Писательский метод
В начальный период Берроуз работал дома и демонстрировал откровенно прагматический настрой. Отвлекающие факторы или шум, производимый домашними, не влияли на обдумывание сюжетов, Эдгару не требовалось изоляции. Он разрешал детям и супруге заходить в кабинет когда угодно и не возражал, если ему давали поручения, задавали вопросы или просили поиграть. Сын Джон Колмэн (дома его называли «Джеком») любил забираться на колени отца, когда тот перепечатывал рукопись на машинке. Выработанный в эти годы рабочий график сохранился до конца жизни писателя: он считал, что наиболее продуктивными были утренние часы. Обычно он садился за машинку в половину восьмого и работал до полудня. После обеда он мог продолжать сочинять и писать около часа или чуть более. В таком режиме Эдгар работал по пять или шесть дней в неделю, но если требовалось вычитать корректуру, то работал по вечерам. Он не любил перечитывать рукописи и редко вносил радикальные правки, если только они не диктовались условиями контракта. Берроуз отрицал необходимость «вдохновения» или некоего поиска идей, ибо считал, что если писание — его работа, то и приходя на рабочее место, добивался, чтобы идеи приходили немедленно. За один рабочий день обычно бывало готово 10 или 12 машинописных страниц (через двойной интервал), причём Берроуз писал всегда набело. Черновик создавался в воображении; в моменты размышлений Эдгар сидел, опустив голову, после чего сразу выдавал готовый текст. Он печатал двумя пальцами, почти не делая ошибок и не допуская опечаток. Писательский метод не предполагал создания плана произведения, он сам утверждал, что начиная очередной роман, понятия не имел, чем он закончится. Иногда он делал наброски сюжетных идей, но это был предельно краткий текст; сам Берроуз заявлял, что из-за импульсивности натуры не желал сковывать себя. Взамен он вёл рабочий дневник, в котором фиксировалось число глав с заголовками, перечислением персонажей и подсчётом числа слов в тексте. Иногда он оказывался в ситуации кризиса, когда сюжет «пробуксовывал», или персонаж оказывался в безвыходной ситуации, из которой не видел выхода сам автор. Первой читательницей новых произведений была Эмма, муж считал её самым ценным из своих советчиков. Также он часто спрашивал мнения брата Гарри и его жены Элли, а затем и их детей, которые долгие годы были читателями новых произведений Эдгара.
Литературные вкусы Берроуза были своеобразными. Из-за Тарзана его сравнивали с Киплингом, однако Эдгар заявлял, что ему нравилась поэзия английского писателя, но проза казалась «скучной». Одним из самых нелюбимых писателей был Диккенс; биограф Ирвин Порджес предположил, что это произошло из-за семейного чтения. Майор Берроуз читал вслух своим сыновьям роман «Домби и Сын», и мучащийся от скуки Эд отождествил персонажа и писателя и далее преодолеть это предубеждение было невозможно. Рано развилась и неприязнь к Шекспиру. Однако школьные занятия античными классиками навсегда привили любовь к Цезарю, Гиббону и Маколею. Из современников ему нравились Джек Лондон, Джордж Барр Маккатчен, Зейн Грей и Ричард Халлибертон. Чтение стимулировало устные рассказы, сначала для собственных детей, а затем и внуков; стилистика их явно перекликалась с его опубликованными произведениями.
Из прочих стойких увлечений Эдгара Берроуза выделялись любовь к автомобилям, гольфу и теннису. По воспоминаниям разных лиц, во все спортивные игры он играл одинаково плохо, что компенсировалось большим энтузиазмом. Большую часть взрослой жизни Берроуз страдал ночными кошмарами, которые выражались экспрессивно и беспокоили членов семьи. В переписке после 1915 года упоминаются периодические боли в левом плече, которые он сам и его врачи считали невротическими, и которые временами не давали ему спать. Патентованные лекарства не помогали, однако Эдгар никогда не употреблял наркотиков, несмотря на то, что боли беспокоили его десятилетиями.

#### Ранчо
Из-за усталости от беспрерывной литературной работы, Берроуз в 1916 году предпринял со всей семьёй путешествие в штат Мэн на автомобиле, что по тем временам было достаточно рискованным предприятием. Писатель заказал в фирме Sears & Roebuck походную мебель, керогаз, москитную сетку и прочее. К «Паккарду» прицепили трейлер, в котором, кроме всех пятерых Берроузов, помещались шофёр и горничная. Оказалось, что возможности техники и дорожной инфраструктуры далеки от идеала: в Индиане машина потерпела фатальную аварию. Пришлось покупать новый Republic, однако далее пошли слухи об эпидемии детского полиомиелита на Восточном побережье. Поэтому семья резко поменяла планы, вернулась в Чикаго и 7 августа вновь выехала уже на Запад. 12 сентября Берроузы добрались до Додж-Сити: Эдгар писал в дневнике воспоминания, как миновал эти места, направляясь двадцать лет назад в Аризону на военную службу. В Колорадо заболела дочь Джоан, и тогда Эдгар написал в дневнике, что никогда больше не будет устраивать подобных авантюр. Автомобильная поездка заняла три месяца и девять дней, по одометру было преодолено 6008 миль, 3527 из которых между Чикаго и Лос-Анджелесом.
После возвращения, поскольку вступление США в европейскую войну было неизбежным, Берроуз думал вернуться в кавалерию и даже поступил в школу верховой езды в Лос-Анджелесе, чтобы восстановить навыки. 19 июля 1917 года он был официально принят в резерв армии США в звании капитана, и приписан ко Второму Иллинойскому пехотному полку, а пока не был призван, искал должность военного корреспондента. К весне 1918 года он так и не был призван, хотя прошёл в августе офицерские курсы и даже был повышен до майора, оставаясь приписанным к первому батальону Второго Иллинойского полка. Результатом стал большой поток антинемецких публикаций. 31 августа 1918 года в журнале «Армия и флот» Берроуз опубликовал статью, в которой требовал создания национального военного резерва, и принудительного военного обучения каждого американского мужчины. Он считал периодические военные сборы большим благом для нации, в том числе людей зрелого возраста, поскольку регулярные тренировки и занятия на свежем воздухе восстановят физическую активность офисных работников, вернув им «огонь молодости». Армия также будет способствовать сплочению нации, созданию новых дружеских связей, развитию деловитости, такта и находчивости. После окончания войны он не оставил этих требований, считая военную организацию крайне эффективной для «подавления большевизма».

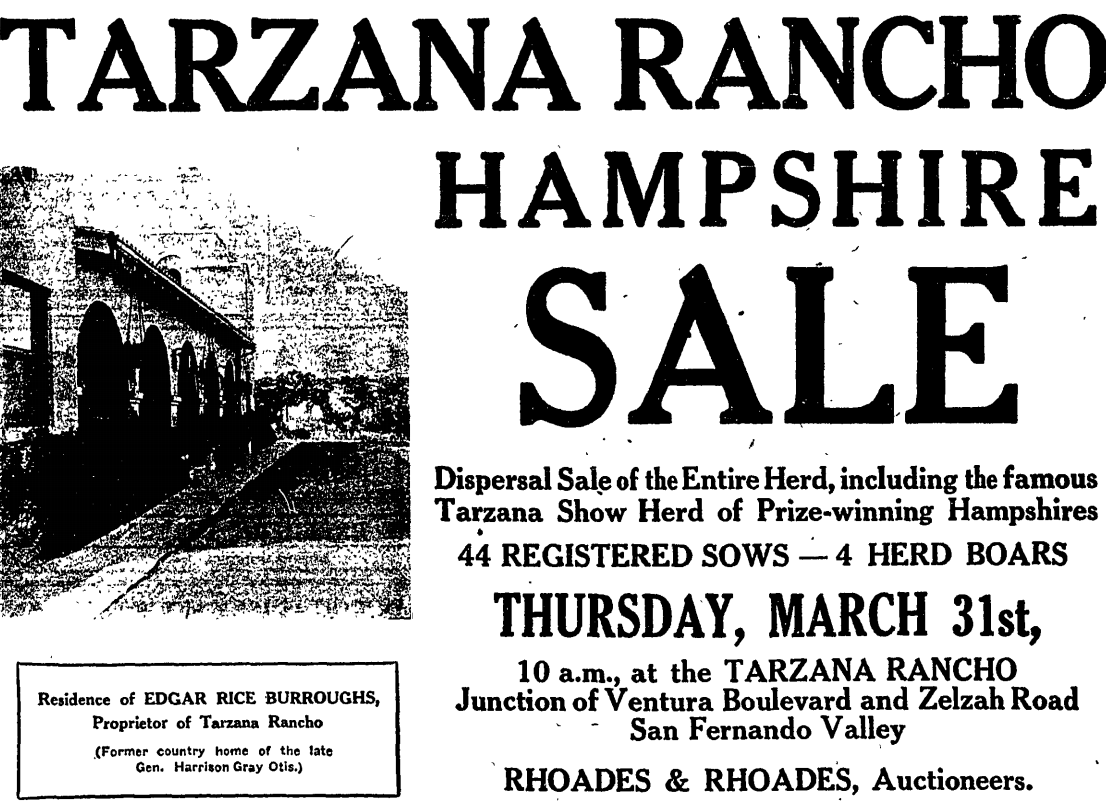
Объявление 1921 года в «Los Angeles Times» о распродаже свинофермы

Британские издания книг о Тарзане и поступившие доходы от проката немых фильмов вывели заработки Берроуза на совершенно иной уровень в 1917 году. За книжное издание «Принцессы Марса» Эдгар получил 1000 долларов и 15 % роялти, тогда как от кинопроизводства доход достиг 55 000 долларов и 5 % роялти. 4 декабря 1918 года Берроуз написал своему лос-анджелесскому врачу, что хочет вместе с женой навсегда обосноваться в калифорнийском климате. Переезд состоялся 14 января 1919 года; семейство было отягощено большим количеством мебели и автомобилем «Паккард». Сначала Берроузы разместились в меблированных комнатах, но Эдгар жаждал стать помещиком и искал ранчо, несмотря на предупреждения, что Калифорния, — это, в сущности, пустыня, которая лишь местами более или менее облагорожена и приспособлена для человеческого существования. 1 марта 1919 года он приобрёл поместье Харрисона Отиса «Миль Флорес» в долине Сан-Фернандо. Подробности на следующий день сообщала «Санди Таймс»: ранчо имело площадь 540 акров и располагалось в западной части долины к югу от шоссе Вентура. Участок был разделён на автономные секции, которые можно было сдавать в аренду или продавать. Эдгар немедленно присвоил своим владениям имя «Тарзана», которое планировал зарегистрировать как бренд. Поместье обошлось ему в астрономическую сумму 125 000 долларов. Жилой комплекс включал гимнастический зал, конюшню, просторный бассейн, кинотеатр на 150 мест, гостевые домики. От покойного генерала досталось стадо ангорских коз, которых Берроуз рассчитывал с выгодой разводить в предгорьях, а также завёл свиноферму. Однако уже в конце месяца на ранчо царила неразбериха.
После кончины матери — Мэри Эвелин Берроуз (5 апреля 1920 года), перед Эдгаром встала проблема продажи старого винокуренного завода. Дело тянулось очень долго, и лишь в январе 1923 года винокурня была продана за 88 000 долларов. Дети Эдгара — Джоан и Халберг — посещали начальную школу в Марионе в полумиле от Тарзаны, а старшего сына «Джека» Эдгар обучал сам, делая упор на правописание и арифметику. Не имея музыкального слуха, Берроуз заставлял всех детей упражняться на фортепиано. Для нужд семьи дом был перестроен: добавлена котельная, обеспечивающая центральное паровое отопление, гараж на три машины, дом для прислуги, фотолаборатория и классная комната для детей. Потом это помещение превратилось в офис самого Эдгара, в котором он писал свои романы. Поскольку в окрестностях не было других кинотеатров, частный кинозал Тарзаны пользовался большим спросом и стал центром светской жизни. Берроуз устраивал киносеансы каждую пятницу, причём сам выступал в роли киномеханика. У светской активности была оборотная сторона: на коктейль-парти жена Берроуза — Эмма, пристрастилась к алкоголю. Всё перечисленное требовало бесконечных расходов. 7 января 1921 года Эдгар зафиксировал в дневнике, что за прошлый год ранчо принесло 17 000 долларов чистого убытка; один курятник обошёлся в 1000 долларов. Литературный труд за 1921 год принёс 98 238 долларов. 27 марта 1921 года в «Los Angeles Times» было помещено объявление о распродаже свинофермы на ранчо Тарзана. Эксперименты по растениеводству оказались не менее провальными. В 1922 году сельхозугодья было решено сдать в аренду, ибо Берроуз не мог совмещать управление поместьем и зарабатывание денег литературой. Наконец была начата распродажа земель. Поместье было разрезано на 63 сельскохозяйственных участка и 139 под застройку. Попытка рекламы коттеджного посёлка для художников провалилась, как и проведение натурных киносъёмок, которые так и не стали регулярными. Резкое повышение подоходного и поземельного налога принудило Берроуза искать другое решение: в 1923 году часть ранчо была сдана Golden Gate Oil Company, следы нефти были найдены, но не в промышленных количествах, оправдывавших разработку. 15 января 1923 года на большом аукционе были полностью распроданы скотоводческая ферма и конюшня, а нефтяные участки пошли с молотка в 1926-м. В 1924 году Эдгар попытался организовать на своих землях El Caballero Country Club, но, по словам Ирвинга Порджеса, «хвалёная деловая хватка» Берроуза проявлялась только на литературном рынке и в отношениях с издательствами, и, по-видимому, была оборотной стороной его неуспеха в других отраслях бизнеса. Кроме того, Эдгару мешал перфекционизм, ибо привычка взваливать на себя одновременно много проектов негативно сказывалась на здоровье. Спасти начинание не удалось даже проведением в клубе новогоднего турнира по гольфу, на котором Берроуз победил. В марте 1925 года пришлось заложить Тарзану за 200 000 долларов. Осенью того же года Берроуз окончательно распрощался с идеей загородной недвижимости и переехал с семьёй в Лос-Анджелес.

#### Edgar Rice Burroughs, Inc.
По мнению Майкла Орта, в начале 1920-х годов Берроуз, по-видимому, отказался от идеи сделаться «настоящим» писателем. Его серьёзные романы, в создание которых он вкладывал много сил (например, «Девушка из Голливуда»), не вызывали восторга критиков или вообще отвергались издательствами, а публика требовала продолжения приключений Тарзана и Джона Картера. В этих условиях он ощущал себя бизнесменом, который производит тексты. Собственно, ещё в 1919 году в его переписке появились первые идеи о создании собственной корпорации, которая бы управляла правами на его произведения. К тому времени доходы от переводов и изданий за пределами США едва ли не сравнялись с американскими. По крайней мере, в Германии и Советской России Берроуз сделался самым популярным американским писателем, тиражи произведений которого достигали сотен тысяч экземпляров. 26 марта 1923 года была зарегистрирована компания Edgar Rice Burroughs, Inc., которой 2 апреля Эдгар Райс Берроуз передал все права и интересы на свои произведения в настоящем и будущем. Акции получили все члены семьи, причём контрольный пакет достался Эдгару, он же был попечителем долей своих детей. Под управление компании были переданы и земли Тарзаны и даже была подана заявка почтовому ведомству на открытие отделения. Берроуз до самой смерти числился штатным сотрудником компании.
В этот же период Берроуз выпустил ряд статей в прессе, в которых высказал ряд своих излюбленных идей, которые вызвали резко негативную реакцию. Будучи сторонником евгеники, Эдгар, освещая сенсационный процесс о невменяемом убийце, заявил, что он должен быть казнён не только за совершённое им преступление, но и чтобы избавить следующие поколения от дурной наследственности. Он прямо заявил, что в Лос-Анджелесе полным-полно «моральных дегенератов», от которых было бы неплохо избавиться («казни и стерилизация — наше спасение, пока ещё нормальные люди находятся в численном превосходстве»). Эти же взгляды исподволь использовались в разных произведениях (например, в новом барсумском романе «Великий ум Марса»), несмотря на предостережения редакторов и издателей.
В январе 1925 года в Германии началась антиберроузовская кампания, которая нанесла ему большие убытки. В тот год вышла пропагандистская брошюра «Тарзан, пожиратель немцев», из которой читатели могли узнать о романе «Тарзан неукротимый», в котором главный герой в отместку за предполагаемое убийство Джейн скормил льву майора Шнейдера и истреблял немцев другими способами. Это могло повредить выпуску «Принцессы Марса» в немецком переводе, запланированному на март 1925 года. Судя по переписке с немецкими издателями, кампания была невыгодна и в Европе, так как огромные продажи книг сохраняли рабочие места на бумажных фабриках и в печатных цехах. Было решено заказать для книги предисловие, в котором упомянуть эти обстоятельства. Эдгар срочно написал четырёхстраничное открытое письмо, в котором сравнивал ситуацию с «озлоблением между Севером и Югом США после Гражданской войны» и предсказывал, что американо-немецкая враждебность, порождённая мировой войной, тоже сойдёт на нет. Оправдываться Берроуз отказался и откровенно сообщил, что в антинемецких произведениях, опубликованных в 1915—1916 годах, искренне писал то, что чувствовал в тот момент. «Этот факт не может быть отменён, может быть осуждён, и, возможно, является следствием ошибки». Далее он сообщал, что продемонстрировал такой тип немецкого военного, который принёс серьёзные неприятности самому немецкому народу: «жестокий, безжалостный, высокомерный офицер-пруссак». Далее он заметил, что в двух его книгах действуют злодеи-русские, поскольку он и не надеялся, что его сочинения переведут на русский язык, однако из России не поступало никаких жалоб. Берроуз сообщал, что без колебаний нападает на тех типов, которых считает угрозой для общества, безотносительно их национальности и «покупательной способности», приводя в пример свой роман «Девушка из Голливуда». Удовольствие, которое тысячи немцев получили от его книг, намного важнее обиды от критики американцем «бессовестного милитаризма…, который можно найти в любой великой державе в мире». На настроения в немецкой прессе это повлияло мало, и кампания продолжалась всё лето 1925 года: Берроуз оказался типичным представителем иностранных держав, унизивших немецкий народ. В результате все книги про Тарзана исчезли из магазинов по всей стране. Пришлось отказываться от издания произведений «Принцесса Марса» и «Тарзана и сокровища Опара», а сумма недополученной прибыли оценивалась примерно в 40 000 марок.
Накануне Великой депрессии Берроуз совершил ряд провальных инвестиций. Искренне полагая авиацию делом будущего, он вложился в неудачный проект аэропорта «Los Angeles Metropolitan Airport», и в том же 1929 году купил большой пакет акций авиадвигательного завода. В 1931 году оба проекта были свёрнуты. Тем не менее, на жизни писателя экономический кризис почти не сказался: книги успешно продавались, а полосы с комиксами о Тарзане печатались более чем в сотне провинциальных и центральных газет США. Кинокомпания «Metro-Goldwyn-Mayer» запустила киносериал про Тарзана, причём безошибочным оказался выбор актёра на главную роль — это был Джонни Вайсмюллер. Успешно прошёл и радиосериал про Тарзана, который озвучивали дочь Берроуза Джоан и её муж — зять писателя — Джим Пирс. «Тарзаномания» привела уже в 1930-е годы к идее продвигать различные товары под брендом «ERB, Inc.» К 1939 году компания Берроуза контролировала производство брендового «тарзановского хлеба», мороженого, глиняных статуэток. Была даже сделана попытка организовать молодёжные «тарзановские кланы», напоминающие скаутские.

#### Тридцатые годы
Ещё в 1927 году Берроуз познакомился с Эштоном Дирхолтом, родственником кинопродюсера, который планировал купить права на пять романов для Pathé. Женой Дирхолта была 23-летняя Флоренс, урождённая Гилберт, которая пыталась сделать артистическую карьеру в Голливуде с четырнадцатилетнего возраста. В браке с Дирхолтом у неё был сын Кэрил и дочь Ли. Флоренс дружила с дочерью Берроуза Джоан и стала постоянно связана с его домом, а младший брат Эд Гилберт оказался поклонником книг Берроуза и даже сопровождал его во время отпусков. Отпуск 1933 года Эдгар решил провести без Эммы и детей в Аризоне, где купил долю в золотом руднике, решив совместить отдых с инспекцией своих вложений. Переписка с сыновьями показывала, что Эдгар не умел жить один и скучал по семье. В 1934 году Эдгар Берроуз решил получить лётное удостоверение, и 5 января в первый раз поднялся в воздух. Сначала от скрывал эти занятия от жены и сына, но уже во время десятого полёта 20 января они сопровождали его. Сын Халберт тоже стал учиться на пилота, но 16 февраля чуть не разбился во время посадки. В апрельском дневнике Берроуз выражал удовлетворение прогрессом в лётных занятиях и указывал, что пилотировать самолётом не сложнее, чем управлять автомобилем, а в некоторых отношениях «это менее нервное дело». 3 октября 1934 года лётный инструктор Берроуза Джим Грейнджер разбился при посадке.
Семейный кризис разразился раньше: в дневнике отмечено, что 19 февраля Эдгар ушёл из дома и стал общаться с Флоренс, муж которой находился в Гватемале, а сама она жила в Палм-Спрингс. Потом Берроуз утверждал, что влюбился во Флоренс с первого взгляда. Сыновьям Халберту и Джону-«Джеку» он написал откровенное письмо, в ответ они предлагали попробовать воссоединить семью. 28 февраля отец ответил подробным письмом, где сообщал, что все контраргументы, изложенные детьми, он рассматривал не менее года, и в эмоциональном запале называл брак с Эммой «тридцатилетним мучением». Кузен Эммы — адвокат Мюррей Халберт и врач Берроуза Филлипс предполагали, что дело было в очередном заболевании Эдгара, которое плохо поддавалось лечению и угнетало его. Филлипс предложил отправить его в киноэкспедицию в Южные моря или Центральную Америку, чтобы Эдгар восстановился и пересмотрел свои взгляды. Однако 29 марта Дирхолты объявили о разводе; судя по дневнику, в апреле Флоренс и Эдгар общались ежедневно, и Берроуз снял себе отдельный дом на Пайнхёрст-роуд в Лос-Анджелесе
. Летний отпуск 1934 года Берроуз провёл с Флоренс, её детьми и матерью. 6 декабря был оформлен развод между Эммой и Эдгаром Райсом. Эмма была оформлена в берроузовскую корпорацию, её зарплата за 1935 год составила 21 600 долларов. Сын Джон Колмэн стал официальным иллюстратором своего отца, оформив 13 его романов, выходивших в собственном издательстве.
4 апреля 1935 года в Лас-Вегасе 59-летний Эдгар Райс Берроуз вступил в брак с 30-летней Флоренс Гилберт-Дирхолт. Свадебное путешествие они совершили на круизном лайнере, следующем на Гавайи (5 апреля — 11 мая); этим же рейсом следовала Джанет Макдональд. Супруги поселились в Палм-Спрингс, после чего вокруг Берроуза стал образовываться новый круг общения. Впрочем, уже в ноябре ему была сделана урологическая операция, причём Флоренс оказалась на грани нервного срыва и Берроуз отдал её на попечение бывшего мужа, который работал в Тарзане. В мае 1936 года они переселились в Лос-Анджелес и с тех пор меняли адреса в среднем раз в полгода. По выражению И. Порджеса, чувства Эдгара к Флоренс были сентиментальными. Это выразилось при написании очередного романа про Джона Картера «Мечи Марса»: первые буквы в первом слове пролога и в каждой из двадцати четырёх глав, выделенные жирным шрифтом, составляли акростих «To Florence with all My Love Ed» («Флоренс со всей моей любовью Эд»). Собственно, это свидетельствовало о возвращении Берроуза к обычной для него работе. Несмотря на все личные перипетии, с 13 мая 1934 по 19 января 1935 года Берроуз написал очередной роман «Тарзан и Джейн», который был отвергнут редакциями двух журналов из-за стереотипности сюжета. В дальнейшем эта ситуация периодически повторялась: так, новый роман Берроуза «Карсон с Венеры» (написанный с период 24 июля — 19 августа 1937 года) был отвергнут четырьмя издательствами и вышел только в Argosy Weekly в восьми выпусках за 1938 год.

#### Война на Тихом океане

Берроуз, одетый в форму военного корреспондента, позирует со внуками. Вероятно, зима 1945 года

31 августа 1939 года семейство Берроуза переехало в просторный дом в Беверли-Хиллз (Норт Рексфорд Драйв, № 716), арендная плата за который составляла 300 долларов. На следующий день, который был 64-летием писателя, он записал в дневнике: «Сегодня разразилась Вторая мировая война». Осень принесла несколько приступов стенокардии, что, отчасти, объяснялось финансовыми проблемами: гонорары и роялти от европейских изданий и переводов составляли существенную часть доходов Берроуза. Остановился и прокат фильмов о Тарзане и выпуск новых комиксов. Эдгар принял решение перебраться на Гавайи, где жизнь была намного дешевле (расходы, по расчётам, должны были достигать не более трети от калифорнийских). Отъезд Эда, Флоренс и её детей состоялся 18 апреля 1940 года, вместе с багажом на лайнере «Мэтсония» следовали и их автомобили. Новым местом обитания стал Ланикай на острове Оаху. Оказалось, что месячные расходы существенно не уменьшились, и составили около 250 долларов, в том числе 125 за аренду дома в заливе Каилуа. Писатель зафиксировал в дневнике, что 25 июня впервые за двадцать лет помыл машину самостоятельно, — в прежние годы этим занималась прислуга. Кабинет Эдгара разместился в мансарде над гаражом. Флоренс была разочарована условиями жизни, особенно ветхим бунгало, и тем, что тропический остров кишел сколопендрами, скорпионами и другими членистоногими. Вскоре появились и крысы. Наконец, было решено переехать в Гонолулу, в дом на бульваре Капиолани. Начиная с 28 августа Берроуз усердно трудился над новыми текстами о Джоне Картере (26 сентября из Калифорнии прибыл диктофон), а Флоренс организовала свой салон. На приближающихся президентских выборах Эдгар агитировал за республиканцев и Уэнделла Уилки и громко выражал неприятие рузвельтовского курса. Беспокоило его и засилье японцев на островах, что было серьёзной угрозой в будущей войне.
Со временем брак Флоренс и Эдгара исчерпал себя. По-видимому, она считала, что став женой писателя, приобщится к миру высокого искусства, но с женой Берроуз никогда не обсуждал своих произведений и не читал их вслух. Он относился к писанию как к работе, запираясь с девяти утра до четырёх пополудни в кабинете и страшно ревновал к «серьёзным» литераторам, которые были признаны литературной критикой. Однажды в Лос-Анджелесе Флоренс, находясь в ресторане, сделала вид, что падает в обморок, когда мимо прошёл Хемингуэй. Это не побудило Эдгара свести с ним знакомство. Внутреннее напряжение от финансовых проблем и страх перед войной выразился в том, что 65-летний писатель начал пить. Не складывались и отношения с сыном Флоренс от первого брака. Наконец, супруги приняли решение разойтись и 14 апреля 1941 года Флоренс покинула Гавайские острова. 23 июля она подала иск о разводе, аргументируя его «жестоким обращением». 7 сентября, чтобы поддержать отца, на Гавайи прибыл Харберт Берроуз; Эдгар в то время несколько раз госпитализировался. Завещание он составил ещё 19 апреля 1941 года, настаивая на своей кремации (и в 1945 году добавил, чтобы его прах был развеян под чёрным орехом, росшим в Калифорнии у его офиса в Тарзане). 12 августа Берроуз распорядился назначить Ральфа Ротмунда президентом Edgar Rice Burroughs Inc.
Эдгар Берроуз оказался свидетелем японского нападения на Перл-Харбор 7 декабря 1941 года и вместе с сыном немедленно прибыл на призывной пункт, когда было передано обращение по радио. Они были включены в патрульную службу Береговой охраны и должны были дежурить от десяти до двух пополуночи. Далее Берроуза поставили охранять интернированных японских подданных, которых обвиняли в шпионаже. Благодаря знакомству с офицером штаба вооружённых сил Кендаллом Филдером, 12 декабря Берроуз предложил свои услуги как журналиста, способного поднимать моральный дух граждан, и на месте написал пробную статью, которая тем же вечером была прочитана по радио. С 13 декабря 1941 по 28 января 1942 года Берроуз вёл ежедневную колонку в Honolulu Advertiser, в которой стремился представлять с юмором серьёзные ситуации. Он любил конкретные истории, близкие большинству: так, 15 декабря описал подвижнический труд медсестёр Красного Креста, и в тот же день — филиппинцев-сапёров, которые двадцать часов без отдыха копали траншеи. 24 декабря Эдгар опубликовал репортаж о четырёх японских горничных, которые объявили работодателю, что будут работать бесплатно, чтобы искупить ущерб, нанесённый американцам их народом. Юмористические сюжеты были разными: так, один собачник, опасаясь, что предатели из «пятой колонны» отравят источники воды, сначала пробовал воду сам, а лишь затем поил своих питомцев. 18 января 1942 года Харберт Берроуз был зачислен фотографом в военную авиацию, вскоре и Эдгар Берроуз был приглашён на должность специалиста по связям с общественностью в Военно-учебный корпус. Эта организация должна была осуществлять повседневный контроль за жизнью на островах, чтобы воспрепятствовать диверсиям. Средний возраст сотрудников был 42 года, больше половины имели военную подготовку, и четверть — опыт армейской службы. 22 февраля Берроузу присвоили временное звание второго лейтенанта, что позволяло открыто носить оружие и иметь доступ в любую точку острова, даже во время комендантского часа. Флоренс пошла на мировую, и 4 мая 1942 года её брак с Эдгаром был официально расторгнут по соглашению сторон как «ошибочный».
7 сентября 1942 года сын Харберт был отправлен на Тихоокеанский фронт военным фотографом (и побывал в битве за Гуадалканал), после чего Эдгар подал заявку на должность военного корреспондента United Press. 4 декабря новоиспечённый 67-летний военный корреспондент отправился на самолёте на Новую Каледонию, а далее должен был проследовать на Фиджи и в Австралию. Впрочем, уже 10 января 1943 года Эдгар был отозван из Нумеа на Гавайи, куда должен был пройти на борту эсминца «Шоу». Повреждённый после посадки на коралловый риф корабль был вынужден останавливаться в Суве и Паго-Паго, где Берроуз находил старых знакомых, ныне призванных на фронт. Наконец, 2 марта эсминец добрался до Гонолулу и Эдгар сдал в цензуру серию из 25 репортажей, которые так никогда и не были опубликованы. Берроуз подверг ожесточённой критике снобизм флотского начальства и их пренебрежительное отношение к остальным родам войск и даже требовал сенатского расследования. Поскольку его многочисленные идеи (в том числе отмена бесплатной почты для военнослужащих) были проигнорированы, в 1943—1944 годах Берроуз обитал на Гавайях, занимаясь написанием фантастических романов. Эдгар Райс даже завёл специальный альбом для автографов, в котором расписались 572 высокопоставленных офицера — поклонники его книг. В марте 1944 года Берроуза всё-таки отправили в командировку на Маршалловы острова, где встретился на Кваджалейне с сыном Харбертом. Далее писатель был отозван лично адмиралом Нимицем и 24 апреля вернулся в Гонолулу госпитальным самолётом, перевозившим раненых. 5 ноября 1944 года от последствий алкоголизма скончалась Эмма — первая жена Берроуза. Харберту и Эдгару командование предоставило 45-дневный отпуск, и всё семейство впервые за одиннадцать лет воссоединилось на Рождество. Берроуз встретился и с Флоренс, которая вышла замуж за их с Эдгаром семейного врача Альфреда Чейза. Вновь в Гонолулу писатель вернулся 3 февраля 1945 года.
На Гаваях Эдгар возобновил юмористическую колонку. Дневник 1945 года лапидарен, но в нём отмечена дата кончины президента Рузвельта (12 апреля) и день победы над Германией (8 мая). В репортаже от 14 апреля Берроуз похвалил Трумэна, хотя тот и принадлежал Демократической партии. 25 мая 1945 года флотское командование отправило Берроуза в двухмесячную поездку на танкере «Кааба», который заправлял эсминцы, крейсеры, авианосцы, и линкоры. Во время стоянки на Каролинских островах Эдгар попал под обстрел японского снайпера и был свидетелем атаки камикадзе. Обратный путь до Гонолулу он проделал по воздуху, а его пилотом был Тайрон Пауэр; благополучное возвращение состоялось 15 июля. Серия репортажей выходила в июле — августе. Однако физические и моральные нагрузки не прошли бесследно — 23 июля последовал сильный приступ стенокардии. Во время празднования капитуляции Японии Берроуз повздорил с другим автолюбителем из-за стояночного места, после чего 17 августа был задержан полицией и освобождён под залог 25 долларов. В дневнике этот эпизод описан в юмористических тонах. Суд состоялся 22-го, и дело было закрыто без возвращения залога. 13 сентября последовал серьёзный сердечный приступ, восстановление после которого заняло почти месяц. 28 октября 1945 года Эдгар Берроуз вылетел Лос-Анджелес, где его встречал сын Джон Колмэн. 4 ноября в дневнике зафиксировано, что писатель купил себе за 14 000 долларов дом в Энсино по адресу Зельза-авеню, № 5465; новоселье состоялось 26 декабря.

#### Последние годы жизни

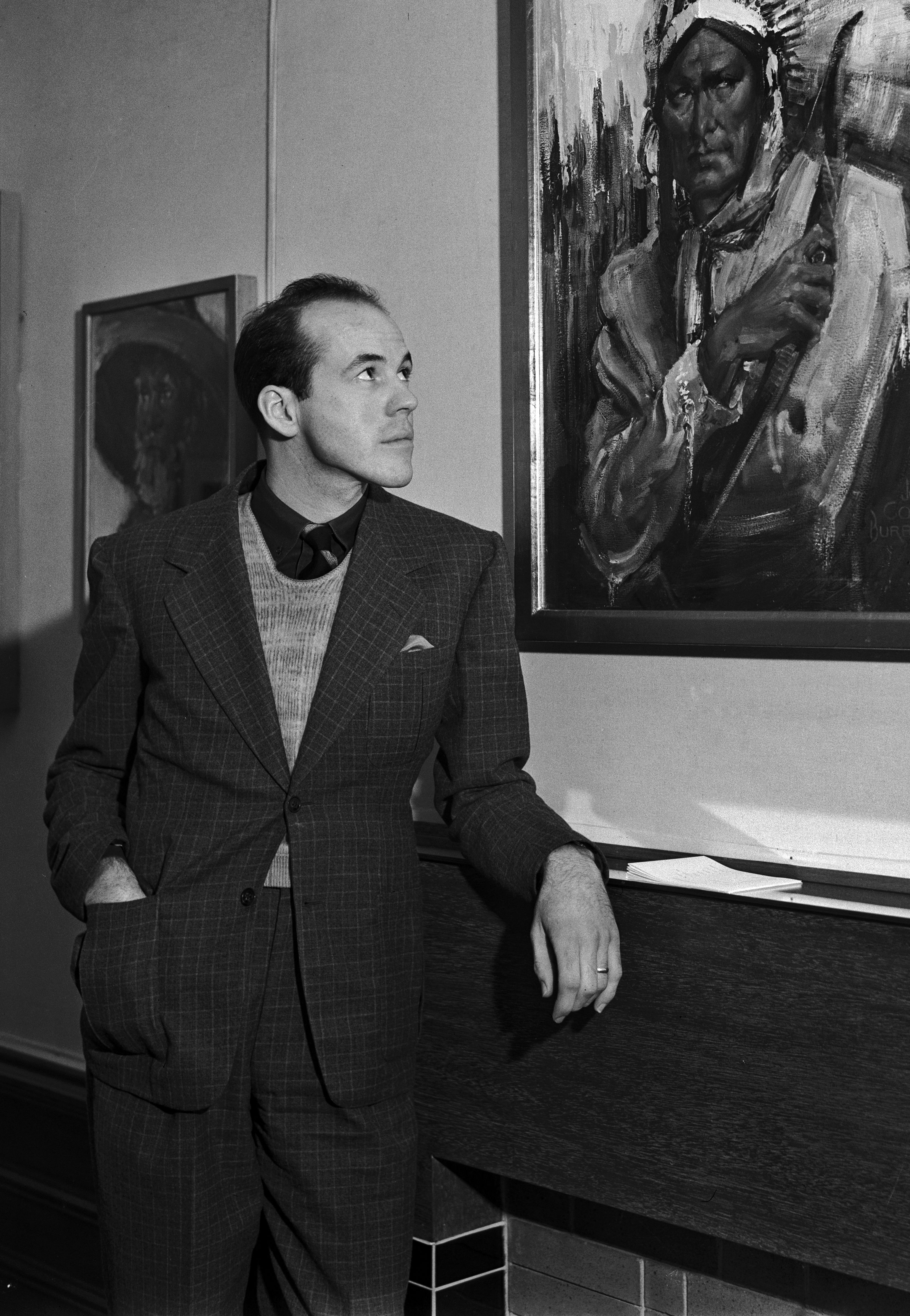
Сын писателя — Джон Колмэн Берроуз — на выставке в Галерее Стендаля (1937)

Пережитые во время войны испытания привели 70-летнего Берроуза к серьёзной болезни сердца. И ранее не склонный к авантюрам и дальним поездкам, он почти полностью затворился в энсинском доме. Тем не менее, 1 сентября 1946 года семья собралась в полном составе на его дне рождения, а в переписке писатель выражал удовлетворение, что на фоне военного дефицита бумаги было заказано 100 000 экземпляров его книг. 20 ноября того же года скончался его врач, причём от того же заболевания — стенокардии, от которого тот лечил самого Берроуза. Далее Эдгару диагностировали атеросклероз и болезнь Паркинсона на фоне ожирения, что не добавило ему морального духа и мешало работать над новыми текстами. В 1947—1948 годах рыночные условия не благоприятствовали Берроузу, неудачными оказались комиксы по мотивам последних романов о Тарзане, не нравились и новые экранизации. В 1947 году налоговая служба наложила на его доходы за 1943—1944 годы 25-тысячный налог на сверхприбыль. Несмотря на это, Эдгар Райс несколько окреп и даже купил новый автомобиль Buick Roadmaster, а 3 июля 1947 года записал в дневнике, что ему установили телевизор марки RCA и он посмотрел матч по бейсболу «Лос-Анджелес — Голливуд». В дальнейшем ежевечерние просмотры спортивных трансляций стали одним из любимых развлечений Берроуза. Он продолжал писательскую работу, однако начатый в 1946 году очередной роман про Тарзана так и не был окончен, хотя работа шла «запойно». Так, в дневнике от 19 октября 1947 года указано, что Эдгар провёл за письменным столом 14 часов подряд, компенсируя шестинедельный простой в работе. В декабре он правил корректуру «Лланы из Гатола» — издания очередных четырёх повестей о Барсуме. Переписка Берроуза оставалась такой же обширной. Произошла и трагикомическая история, когда в рецензии Los Angeles Examiner на фильм «Тарзан и охотница» (26 апреля 1947 года) Берроуз был назван «покойным». Он немедленно написал в редакцию, прося сообщить, когда произошла кончина и при каких обстоятельствах, и подписавшись: «Эдгар Райс Берроуз, создатель Тарзана».
В феврале 1948 года писатель переболел вирусной инфекцией, от последствий не слишком помог даже новомодный пенициллин, вызвавший аллергическую сыпь. 9 апреля 1948 года по вине Берроуза на бульваре Вентура в Тарзане столкнулись три машины, после чего он был вынужден отказаться от самостоятельного вождения. Осенью обострилась сердечная болезнь; Берроуз считал, что лучше всего ему помогает бурбон, который употреблял регулярно. Ухудшение общего состояния стало очевидным в 1949 году, и в беседах с родными Эдгар однажды признался, что избегает врачебных осмотров, чтобы не огорчаться их результатам. Тем не менее, 14 марта 1949 года был подтверждён диагноз «болезнь Паркинсона», побочным следствием которого и были проблемы с сердцем. В переписке Берроуз не скрывал уныния; особенно его раздражала инвалидная коляска, без которой он со временем не мог обходиться, так как ослабели ноги. Племяннице он жаловался и на отсутствие энергии и желания диктовать письма и сообщения. Эдгар Райс долгие годы противился изданию своих книг в мягкой обложке, но в 1949 году перевыпустил «Пещерную девушку» именно в формате покетбука. В конце 1949 года активность Берроуза сводилась почти исключительно к лежанию, просмотру телепередач и общению с детьми и внуками. Накануне Рождества ему не стали сообщать о кончине племянника Стедли во время операции грыжи: после сердечного приступа в этот день Эдгара поместили в кислородную палатку. К январю 1950 года он несколько оправился и даже смог самостоятельно писать друзьям. Ещё в начале марта он был в состоянии общаться со старыми приятелями. Берроуз периодически заговаривал о смерти и однажды сказал, что если существует посмертие, то хотел бы пересечь космос и посетить другие планеты. В воскресенье 19 марта 1950 года он скончался, не дожив пяти месяцев до 75-летия. Тело было найдено экономкой: после завтрака старый писатель сел на кровати, в руках он держал газетный комикс — адаптацию очередного своего романа. 27 марта по завещанию тело было кремировано, а сын Джон Колмэн («Джек») развеял пепел под ореховым деревом, которое осеняло писательский офис в Тарзане (бульвар Вентура, дом № 18 354).

## Творчество
Исследователь Эрвин Хольцмарк утверждал, что, несмотря на заверения Эдгара Берроуза, что своими произведениями тот не добивался ничего, кроме простого развлечения читателей, в приключенческих и фэнтезийных романах писателя затронуто большое количество ключевых проблем западной культуры. В их числе: ценность личности и её отношения с государством и обществом; соотношение благоприобретённых культурных и социальных навыков личности и «животной», страстной стороны человеческой натуры; взаимоотношения человека и природы; плюсы и минусы научно-технического прогресса; роль религии в общественной и частной жизни; роли мужчины и женщины в обществе и в их общении друг с другом; взаимоотношения людей, безотносительно их внешнего вида и мировоззрения. В подавляющем большинстве текстов Берроуза данные проблемы лишь названы или поверхностно обозначены, но в лучших он демонстрировал способность ставить и анализировать вопросы бытия и исследовать человеческую личность. Однако в рамках избранного им коммерческого направления в литературе глубинное разрешение данных вопросов не нашло в романах Берроуза сколько-нибудь серьёзного места.

### Метавселенная: шаблон Берроуза

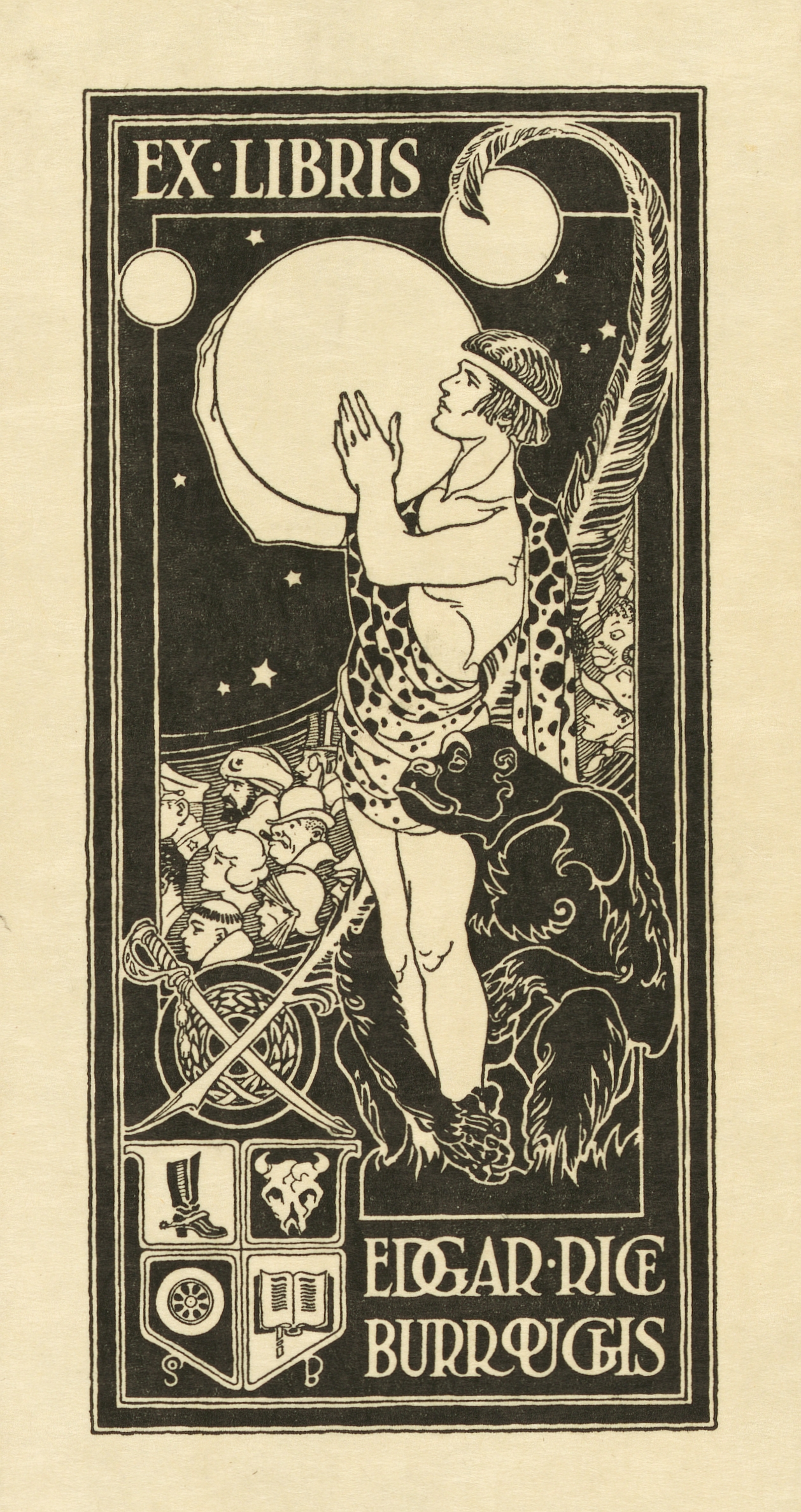
Экслибрис Эдгара Берроуза, изображающий разных персонажей его книг

По словам Брайана Эттибери, уже к середине XX века творчество Эдгара Берроуза перешло в разряд детской литературы. Исследователь находил много общего в писательской биографии и содержательных особенностях циклов Берроуза и книг Фрэнка Баума, которые были шапочно знакомы: оба «написали гораздо больше, чем нужно для репутации у критиков», и при этом «сложно провести различие между их лучшими и худшими вещами». В объёмном романном наследии Эдгара Райса можно насчитать несколько фантастических миров. В первую очередь, это Марс, именуемый его обитателями Барсумом; во-вторых, Африка Тарзана, которая частично соприкасается с реальным земным миром; в третьих, Пеллюсидар, расположенный в недрах полой Земли (но это наша Земля); в-четвёртых, Венера, именуемая её аборигенами Амтор; в-пятых, берроузовская версия доисторической Европы «Вечного возлюбленного». Полноценных сериалов, действие которых разворачивается на Луне и Юпитере, и в другой галактике, развернуть писателю не удалось, поэтому описания этих миров не цельные. Однако, если не считать вариаций на тему имён и некоторых деталей антуража, все локации составляют единую фантастическую метавселенную. По мнению Б. Эттибери, наиболее ярко эта Вселенная представлена в начальных книгах про Барсум и Тарзана, в дальнейшем дополняясь лишь в незначительных деталях.
Рассматривая марсианский цикл, Б. Эттибери отмечал, что вполне возможно подогнать «Принцессу Марса» под пропповскую морфологию сказки. Фантастический мир Барсума вводится как мир иной, недоступный средствами техники нашего пространства и времени. Джон Картер не путешествует на Марс, а появляется на нём полумистическим-полумагическим образом. При желании, можно трактовать его перемещения как спуск в подземное царство или, напротив, в рай, волшебную обетованную страну, пройдя перед этим холод и тьму. На Барсуме он оказывается в рамках коллизии «герой получает принцессу и королевство в придачу». Однако на самом деле Берроуз следовал шаблону уже разработанному в англоязычной приключенческой литературе того времени, представленному в романах Бульвер-Литтона, Конан Дойля и, в особенности, у Райдера Хаггарда. Шаблону присущи следующие морфологические элементы:
1. Протагонист не принадлежит своему времени и социуму. Он изначально богат, красив и успешен, но что-то томит его, и тянет в неизведанные дебри на окраинах мира или вообще за его пределы.
2. Явление таинственного посланника, который по ведомым только ему одному резонам выбирает героя, намекая на некую важную цель, которую можно отыскать в дебрях Африки или космосе.
3. Мотив странствия и преодоления трудностей в обширных просторах, неважно, пустынь Арктики (хотя бы и марсианской — Окара) или дебрей Африки (или марсианского Каола).
4. Захват героя воинами — хранителями таинственного царства.
5. Протагонист оказывает покровительство девице, которую третируют воины. Она может быть привлекательной или непривлекательной, никогда не является главной героиней, не является объектом романтических устремлений протагониста, но любит и служит ему «с собачьей преданностью», не рассчитывая на вознаграждение. Именно она помогает адаптации героя в новом мире.
6. Явление принцессы — альтер эго главного героя. Она может быть доброй или злой, но непременно обладает экзотической, почти божественной красотой. Обитатели фантастического мира поклоняются ей, как богине, и все остальные героини меркнут перед нею.
7. Любовь принцессы и протагониста.
8. Мотив захвата страны и битвы. Обычно это война диких племён с государством, откуда происходит принцесса, или восстание горожан против принцессы-жрицы. Протагонист находится в центре событий и выходит победителем, получая руку и сердце принцессы в награду.
9. Финал, предполагающий полный разрыв протагониста с миром, откуда он явился. Финал может быть счастливым (свадьба) или трагической «вагнеровской любовью-смертью». Данный мотив полностью отличает фэнтезийный сюжет от сказочного, так как сказка предполагает возвращение героя обратно к себе.

В британской приключенческой литературе данному шаблону полностью соответствует роман Хаггарда «Она». Эдгар Берроуз успешно осуществил адаптацию шаблона к американской коммерческой литературе, особенно в жанре «затерянных миров»; последующие писатели так или иначе отмечены его влиянием. Клишированным является образ главной героини, наиболее известной из которых в творчестве Берроуза предстаёт Дея Торис. Внешность её предстаёт как экзотическая, что только усиливает её красоту и стати, описания в последующих книгах цикла не становятся менее экспансивными, но ничего не добавляют к созданному в «Принцессе Марса» первому впечатлению. Описания героинь второй книги «Боги Марса» — Файдоры и Тувии — построены по тому же шаблону, как и экзотических дам Пеллюсидара и Венеры, и десятков иных книг Берроуза, что создаёт «острое чувство дежавю». В последующих томах первой трилогии марсианского цикла (ещё «Владыка Марса») использованы вариации сюжета первого романа, в котором Джон Картер вновь насильственно разлучён с Деей Торис, которую неоднократно похищают, и в поисках которой он буквально исходил весь Марс от полюса и до полюса, пока, наконец, не провозглашён военным владыкой всей планеты. Б. Эттибери заявил, что фэнтезийный протагонист Берроуза сильно отличается от протагониста волшебной сказки (в отличие от типизированной принцессы). И землянки, и марсианки — своего рода «полуведьмы, полубогини». Обычный герой сказки имеет некое прошлое, даже семью, которая, впрочем, мало что значит для основного действия. Джон Картер (как и Карсон Непер с Венеры, и многие иные) — парадоксальное соединение «благородного аристократа и безродного бродяги». Джон Картер — некое сочетание бессмертного Агасфера и мелвилловского Измаила. Одновременно он истинный американец, воплощающий традицию южных джентльменов-плантаторов, причём все привычные ему этикетные условности находят полные аналоги на Марсе. Тарзан — не просто приёмыш обезьян, а сын английского лорда, чьё благородство «сияет через все препоны, создаваемые обстоятельствами». Иными словами, Эдгар Берроуз активно пропагандировал теорию «природного аристократизма», и, именуя себя в предисловиях племянником Джона Картера, претендовал на компенсацию своего ничем не примечательного происхождения. Спутником главного героя обязан быть «благородный дикарь» (Тарзан содержит этот элемент в себе самом), при этом марсианский зелёный гигант Тарс Таркас — это проекция Зелёного Рыцаря, с которым сражался сэр Гавейн. Шаблонность неуклонно возрастала в позднем творчестве Берроуза, образовав целый жанр «Меч и Планета». Искусство Берроуза-рассказчика на этом этапе Б. Эттибери издевательски сравнивал с «бульдозером», что не мешало многочисленным подражателям 1930—1940-х годов.

### Барсумский цикл: фронтир на Марсе

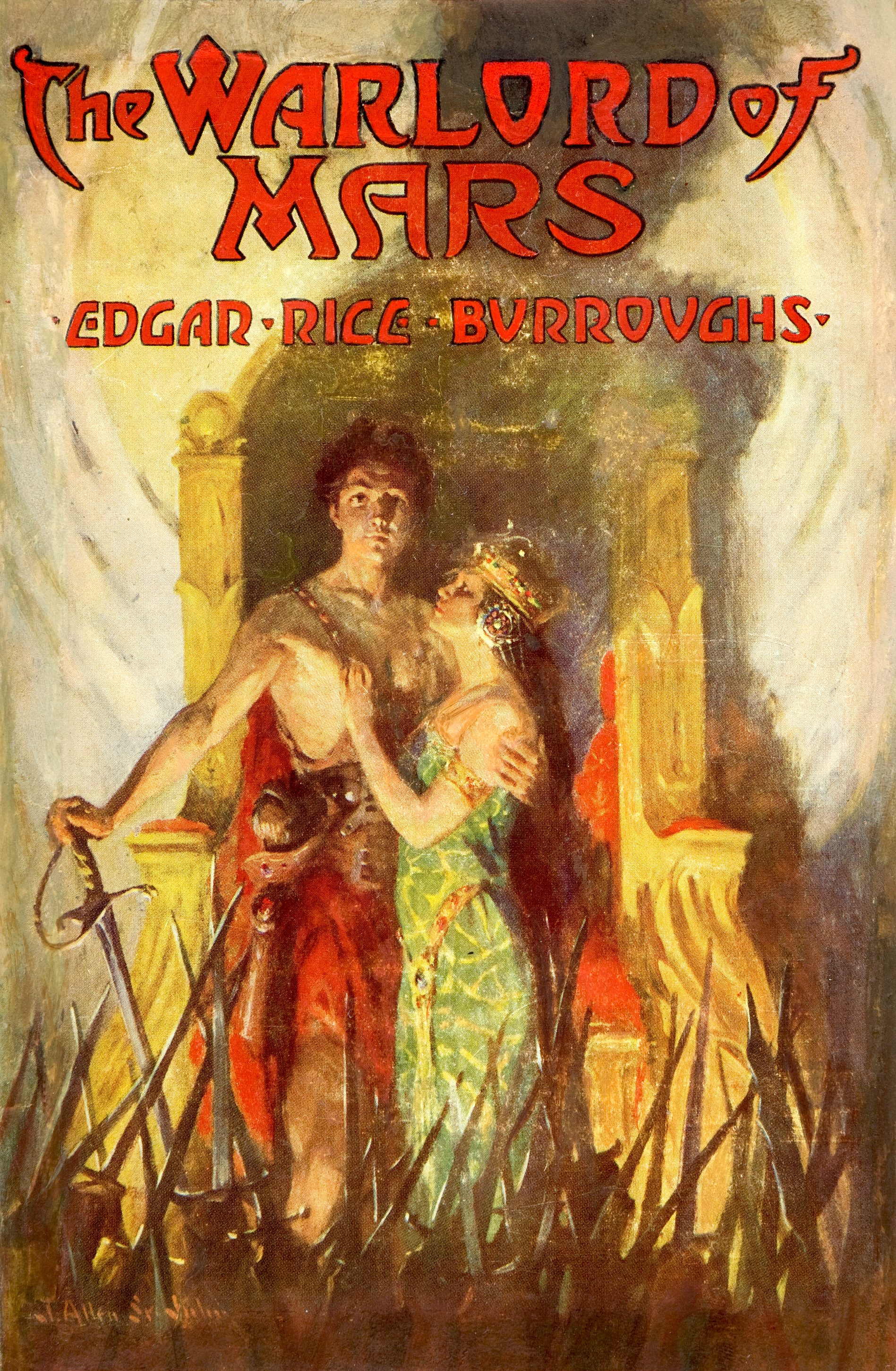
Обложка книжного издания «Владыки Марса» (1919 год)

Профессор Иллинойского университета Роберт Маркли отмечал параллелизм двух американских мифов о Марсе: «Ни один историк или философ науки ничего не сделал для защиты Лоуэлла, и ни один литературный критик не пытался аргументировать эстетической значимости марсианских романов Эдгара Райса Берроуза и его эпигонов». При этом марсианские каналы занимали внимание и воображение целого поколения учёных, равно и Барсум и вариации в период 1912—1964 годов доминировали в жанре «планетарной фантастики». Сам по себе миф об умирающей планете был создан Лассвицем, Уэллсом и Богдановым, но лишь Берроуз открыл в этой проблематике «героический архетип». Более того, «Война миров» очень долго не имела в США успеха, а в рецензиях «жёлтой прессы» роман замалчивался или освещался в крайне негативном ключе. Всего через шесть недель после начала журнальной публикации романа Уэллса, журналист Гарретт Сервисс начал печатание «продолжения»: «Эдисоновское завоевание Марса». В этом романе на Марс был перенесён американский фронтир, а аборигены Красной планеты сравнивались с индейцами, то есть сатира Уэллса на европейский колониализм была полностью нивелирована. Берроуз в плане конструирования марсианского мифа был противоположен Лассвицу и Богданову: немецкий и русский писатели использовали вымышленный ими Марс для исследования политического и социального развития западной цивилизации, тогда как американец попытался воскресить героизм отошедшего в прошлое фронтира, используя форму рыцарского романа, дополненного идеями технократии и социального дарвинизма. Равным образом, Джон Картер, по-видимому, явился первым супергероем, которые больше века доминировали в американской массовой культуре. При этом для американской критики характерен разрыв между огромными продажами и неизменным успехом у разных поколений книг Берроуза, их высокой оценкой со стороны учёных (уровня Карла Сагана) и писателей-фантастов (уровня Рэя Бредбери), и неизменно пренебрежительным отношением со стороны критиков и профессиональных литературоведов. Р. Маркли пояснял, что это общий для американской культуры «зазор» между эстетическими ценностями, определяемыми реалистической (так называемой «высокой») литературой и клише, тиражируемыми массовой культурой.
Р. Маркли писал, что марсианские фантазии Берроуза демонстрируют отсутствие у автора политически определённых взглядов при соответствии американской «одержимости расовой чистотой и нечистотой» и «недоверия маленького человека ко всем формам государственного и церковного авторитета». В известной степени исследователь соглашался с тезисами Р. Лупоффа о «компенсаторной» фантазии Берроуза, в которой физическая доблесть главного героя, укоренённого в мире любви и чести, должны были заместить социальную немощь обычного человека, не способного преодолевать сложности жизни во всё более и более бюрократизированной Америке, погружённой в моральный хаос. «Принцесса Марса» резко отличалась от «империализма навыворот» Уэллса, утопического дидактизма Богданова и сложных политических переплетений мира Лассвица. Не помнящий своей юности Джон Картер, обладающий «отсроченным бессмертием» (ограниченным его смертью на Земле и воскрешением на Марсе) знаменовал решительный разрыв с традицией использовать Марс для демонстрации религиозных или политико-философских систем своего автора. Джон Картер, несомненно, мифологический герой, но лишённый всякой христианской подоплёки, в отличие от марсианских романов Перси Грега или Камиля Фламмариона (у которых Марс также является обителью воскресших душ). Берроуз, отказавшись дать Барсуму идеологическое обоснование, сумел максимально драматизировать концепцию умирающей планеты, предложенной Лоуэллом. Общественная организация, экономика и даже личностные качества берроузовских марсиан всецело подчинены безжалостному закону старения и умирания миров. Эскапистская фантазия транслируется на пустынный мир, безразличный к человеку, в котором максимально высвечиваются достоинства и недостатки героя, ибо только герой способен с миром совладать. Зелёные марсиане, среди которых оказывается Картер, прямо соотносятся с индейцами, с их родоплеменной структурой, стоицизмом натуры и пренебрежением к «цивилизованным» ценностям. Однако они живут среди руин брошенных городов, терзаемые ностальгией по угасшему величию прошлого, и преследуемые этим прошлым. Этот мотив был доведён до крайности в романе «Тувия, дева Марса», в котором сын Картера — Карторис — попадает в древний город Лотар, немногие жители которого умеют вызывать призраки своих предков, служащие им воинами; некоторые из таких призраков обретают существование как «постоянные материализации». Берроуз явно отвергает пустые умствования и абстракции в пользу материального мира. В общем, Берроуз однозначно описывает природу Марса как враждебную, что позволяет обеспечить бесконечную серию испытаний воли, мужества, мастерства и чести. Героизм во всей барсумской серии предстаёт как мифологическая инициация, непременными условиями для которой являются убийство чудовища, чтобы получить в награду возлюбленную. Это хорошо соотносится с метанарративом вестерна, в котором ковбой сталкивается с аналогичным рядом испытаний: победить индейцев и спасти из их рук (или от банды разбойников) прекрасную белую женщину, которая затем вернётся к добропорядочному существованию или будет скакать на коне рядом с героем навстречу следующим приключениям. При этом читатель (а затем и зритель) вестерна понимает, что героическое прошлое обречено и умирает: фронтир дотянется до океана, уцелевших индейцев загонят в резервации, и, фактически, ковбой сопротивляется нашествию цивилизации.
Умирающий Барсум описан Берроузом чёрно-белым, «манихейским»: Гелиум — родной город Деи Торис — является воплощением всего светлого и благородного, тогда как город Зоданга, подверженный всевозможным порокам, является «империей зла», которую необходимо победить. Это своего рода «моральная экономия», делающая ненужным сложный выбор для героев. Злодеи стремятся монополизировать («подгрести под себя») невеликие ресурсы истощённой планеты, носители добра стремятся упорядочить социальную структуру, максимально щедро обеспечив носителей цивилизации. Эскапизм Барсума двойной, обращённый и в прошлое и в будущее: родоплеменная структура бронзового века соседствует с футуристическими технологиями, дирижаблями, телескопами, позволяющими рассмотреть на Земле даже черты лица отдельного человека, и венец всему — атмосферная фабрика, позволяющая компенсировать утечку воздуха с красной планеты.

### Тарзан: самый популярный сериал Эдгара Берроуза

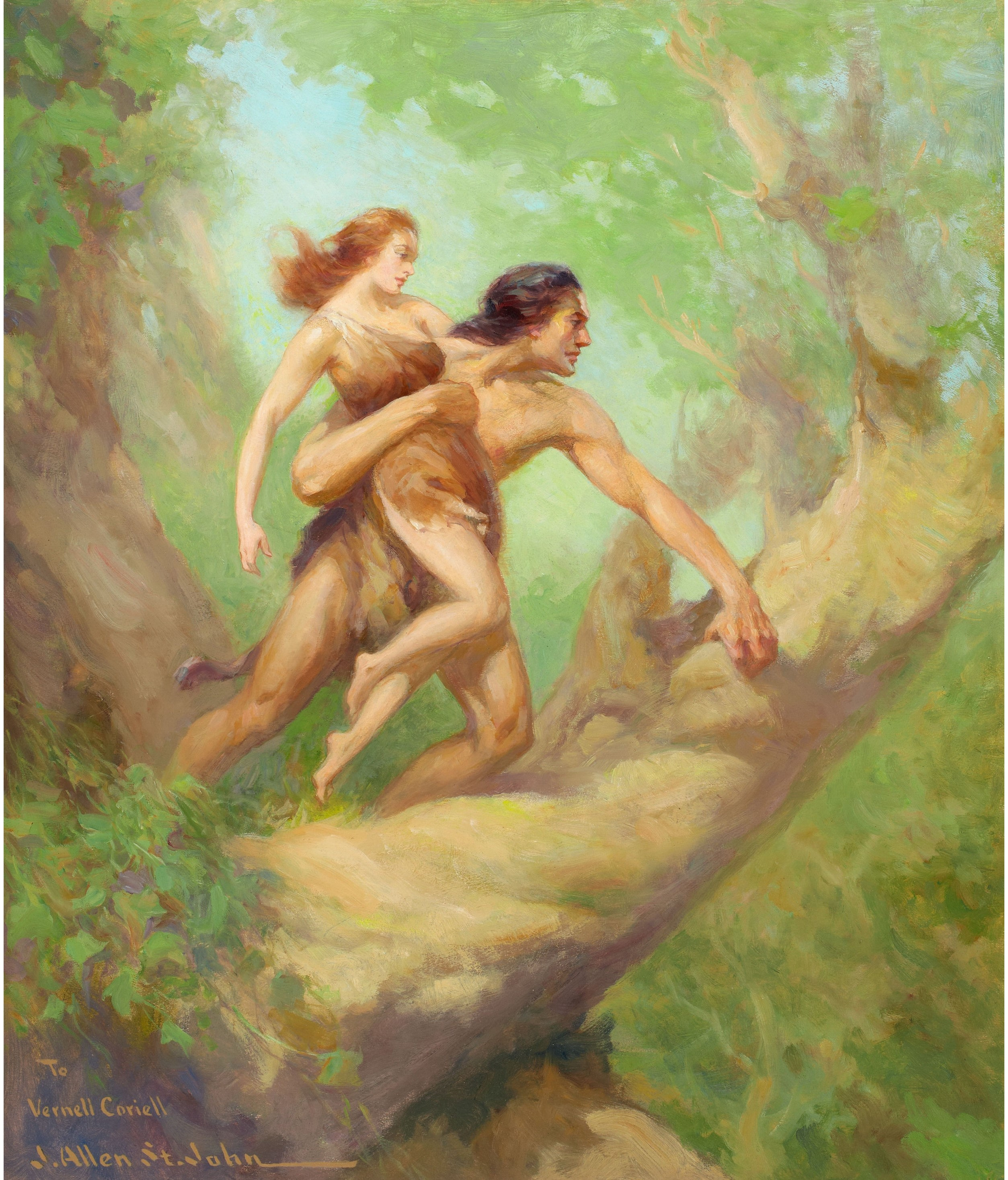
Тарзан и его подруга. Картина маслом Джеймса Аллена Сент-Джона, 1947 год, 57 × 48 см

Произведения про Тарзана (в том числе оставшиеся в архиве Берроуза в рукописи) публиковались до 1965 года. Сериал составляют 24 романа, публиковавшихся с продолжением в «макулатурных журналах», и два романа для детей, не включаемых в «канон». Берроуз до конца жизни запрещал издавать свои романы в формате покетбука, однако после выхода на рынок его текстов в мягких обложках популярность сериала резко возросла. По состоянию на 1963 год, «каждая тридцатая из проданных в США книг в мягкой обложке была романом про Тарзана». Популярности этих текстов способствовали восемь немых фильмов, выпущенных между 1918 и 1930 годами, а затем ещё тридцать два звуковых, а затем и цветных фильмов, которые снимали вплоть до конца 1960-х годов. С 1929 года про Тарзана регулярно выпускались комиксы, в 1930-х годах романы инсценировались как радиосериалы, в эру телевидения он был превращён в сериал и детские мультфильмы. В 1990-е годы были созданы два новых сериала про Тарзана, который Ж. Де Сильва по антуражу и содержанию сравнивал с «Зеной, королевой воинов». Из этого делается вывод, что тарзаниада остаётся важным каналом для тиражирования и распространения американского мифа средствами массовой культуры, являясь «союзом повествования и идеологии». При этом Ж. Де Сильва отмечал, что отнесение Тарзана к американскому мифу неочевидно, так как основное действие разворачивается в Африке, а сам протагонист является одновременно британским лордом Грейстоком и «благородным дикарём», воспитанным обезьянами. Включение в миф состоялось в Голливуде 1930-х годов и немалую роль в этом сыграл Джонни Вайсмюллер. Впрочем, романный Тарзан влюблён в уроженку Балтимора Джейн Портер, а его британское аристократическое происхождение было вполне соответствующим потребностям американского среднего класса своего времени.
По мнению Ж. Де Сильва, основные мотивы «Тарзана» укоренены в англо-американском соперничестве начала XX века. Роман-вестерн «Виргинец» (1902) Оуэна Уистера, который Берроуз читал, и который произвёл на него глубокое впечатление, содержал мотив превращения переселенца-англичанина в истинного американца. К тому времени достигли пика стремления интеллектуалов Восточного побережья сформулировать основные черты американского национального характера, которому бы соответствовал типичный представитель как среднего, так и рабочего класса. Эти черты противоречили аналогичным схемам, разрабатываемым за океаном, и не могли не вызывать сравнений идеального американца с современным англичанином. Единой схемы выстроено не было, и в разных вариантах пары англичанин — американец могли противопоставляться по линии «мужественность — женственность» или, напротив, «расовая чистота и аристократизм англичанина, если он был богат, делало его лучшим из американцев, когда он переезжал в США и принимал местные ценности». Со времени президентства Теодора Рузвельта, образом идеально-типичного американца, который транслировался во внешний мир, стала фигура ковбоя. В романе Уистера ковбой — это своего рода «природный» начальник белых колонистов из разных стран, если они были наёмными работниками или принадлежали к бизнес-классу. Ковбой рузвельтовской пропаганды — это почти обязательно уроженец американского Юга, то есть лицо, претендующее на длинную аристократическую родословную. Это позволяло выстраивать миф на основе рыцарских романов — ковбой есть своего рода наследник странствующих рыцарей, который при этом занимается «истинно американским делом». Система ценностей американских первопроходцев сочеталась с англо-европейскими добродетелями братства, рыцарственности, защиты веры, слабых и угнетённых. На этом фоне неудивительно, что новый роман Берроуза «Тарзан из племени обезьян» вызвал восторженный приём, поскольку содержал все указанные элементы, то есть был узнаваемым.
Все романы из цикла про Тарзана написаны по определённому шаблону, который заметнее в поздних текстах, когда Берроуз устал от популярности своего героя, но читатели непрестанно требовали продолжения. Некоторое развитие характера протагониста заметно только в первых четырёх книгах серии, далее (по определению Олуфунмилайо Бамиделе Арева) действие становится «экзогенным», то есть развитие сюжета с Тарзаном в центре определяется только внешними обстоятельствами, побуждающими героя к действию. Базовый сюжет становится стандартным, что определялось открытием берроузовской «Формулы Тарзана», способствующей продажам — самый яркий пример коммерческой ориентации писателя и прямого воздействия рыночных условий и требований на его художественное развитие. Это выражалось в одномерности его персонажей, как положительных, так и отрицательных. О. Бамиделе при вычислении «формулы Тарзана» также использовал структурный метод Проппа.
| Структурный элемент      | Содержание |
| ------------------------ | --- |
| Завязка: торжество зла   | В роли злодеев могут выступать белые преступники, негры или арабы-работорговцы. Они убивают родителей Тарзана, вторгаются на его территорию, ищут там сокровища, похищают Джейн |
| Возмездие                | Три варианта ответа на действия злых сил: Тарзан отправляется мстит или на выручку Джейн; Тарзан выступает в роли благородного защитника других персонажей; Тарзан, нуждаясь в средствах, ищет сокровища |
| Несчастье                | Помешать Тарзану исполнить очередную миссию может только потеря им памяти, попадание в плен, и тому подобное |
| Затерянный мир           | В некоторых романах Тарзан попадает в другую реальность (например, в Пеллюсидар — подземный мир), отделённую от реального мира непроходимыми джунглями или иными преградами |
| Экзотические языки       | Тарзан владеет языком обезьян, быстро осваивает языки банту, со временем овладевает английским языком или иными экзотическими наречиями стран, куда его заносит судьба |
| Конфликт                 | Как правило, оказавшись среди очередного экзотического племени, Тарзан обнаруживает, что оно расколото, и неизменно оказывается на правой стороне (если это неевропейцы) или на стороне белых против арабов-работорговцев, и тому подобного. Он неоднократно подвергается серьёзной опасности или вынужден в одиночку сражаться против целого племени или фэнтезийной расы |
| Женщина-соперница        | Помимо Джейн, Тарзан встречал и других женщин, которые страстно влюблялись в него, но он оставался верен своей первой возлюбленной. Ревнивые соперницы могут причинить им немало зла |
| Любовь в затерянном мире | Чаще всего относится к второстепенным персонажам . Типичная коллизия: любовь белого героя к прекрасной туземке |
| Туземные союзники        | У Тарзана есть чёрные друзья-союзники (чаще других упоминаются Вазири, Корак или Джад-баль-джа), которые часто без просьбы с его стороны вызволяют его из разных передряг |
| Триумф                   | Тарзан неизменно торжествует над всеми препятствиями. Чаще всего ему противостоят сильные противники-люди или хищные животные |
| Трансформация            | Некоторые противники Тарзана переходят на его сторону |
| Упорядочение             | Как у себя в джунглях, так и в других экзотических странах, Тарзан устанавливает закон и порядок, способствует процветанию, свергает прежних тиранов |
| Правление                | Тарзан отвергает руководство установленным им новым порядком, взамен назначая правителем белого персонажа или «хорошего туземца» |
| Пара                     | Семейные пары чаще образуются по расовому принципу, то есть туземные возлюбленные воссоединяются |
| Возвращение              | Тарзан неизменно покидает очередной затерянный мир, иногда возвращаясь домой с сокровищами, иногда вызволив Джейн из очередной передряги |

Э. Хольцмарк рассматривал все похождения Тарзана как квест, выделив три базовых категории причинности героического квеста: богатство, мудрость, возлюбленная. Тарзан чаще всего стремится к богатству или возлюбленной (в случае очередного похищения Джейн или их сына). Если в начальных книгах сериала мотивы Тарзана чисто личностные, то в последующих частях у него исчезает личностная включённость, а затем сюжет превращается в абстрактную битву добра со злом, в которой Тарзан служит своего рода катализатором. Со временем действие тарзаниады почти целиком переходит в затерянные миры, которые описаны стереотипно, скорее, по образцу романов Хаггарда. Эти затерянные племена расположены, в основном, в Африке, и лишь в двух книгах делается исключение: в романе «Тарзан и Иностранный легион» действие переносится на Суматру, а робинзонада «Тарзан и потерпевшие кораблекрушение» происходит на Тихом океане, где протагонист обнаруживает остатки цивилизации майя. Действие достигается за счёт «кадрирования», то есть перемежающихся эпизодов и второстепенных сюжетных линий, которых обычно две или три. Стиль письма Берроуза напыщенный и «довольно неуклюжий», иногда скатывающийся в многословность, но он не мешает сюжетной динамике. Развязка обычно остаётся неясной до самого конца и умещается на десятке финальных страниц. Берроуз никогда не редактировал своих текстов и не возвращался к ним после написания, кажущаяся «торопливость» многих его произведений объясняется тем, что они создавались за очень малый промежуток времени.

### Инициация: пеллюсидарский цикл

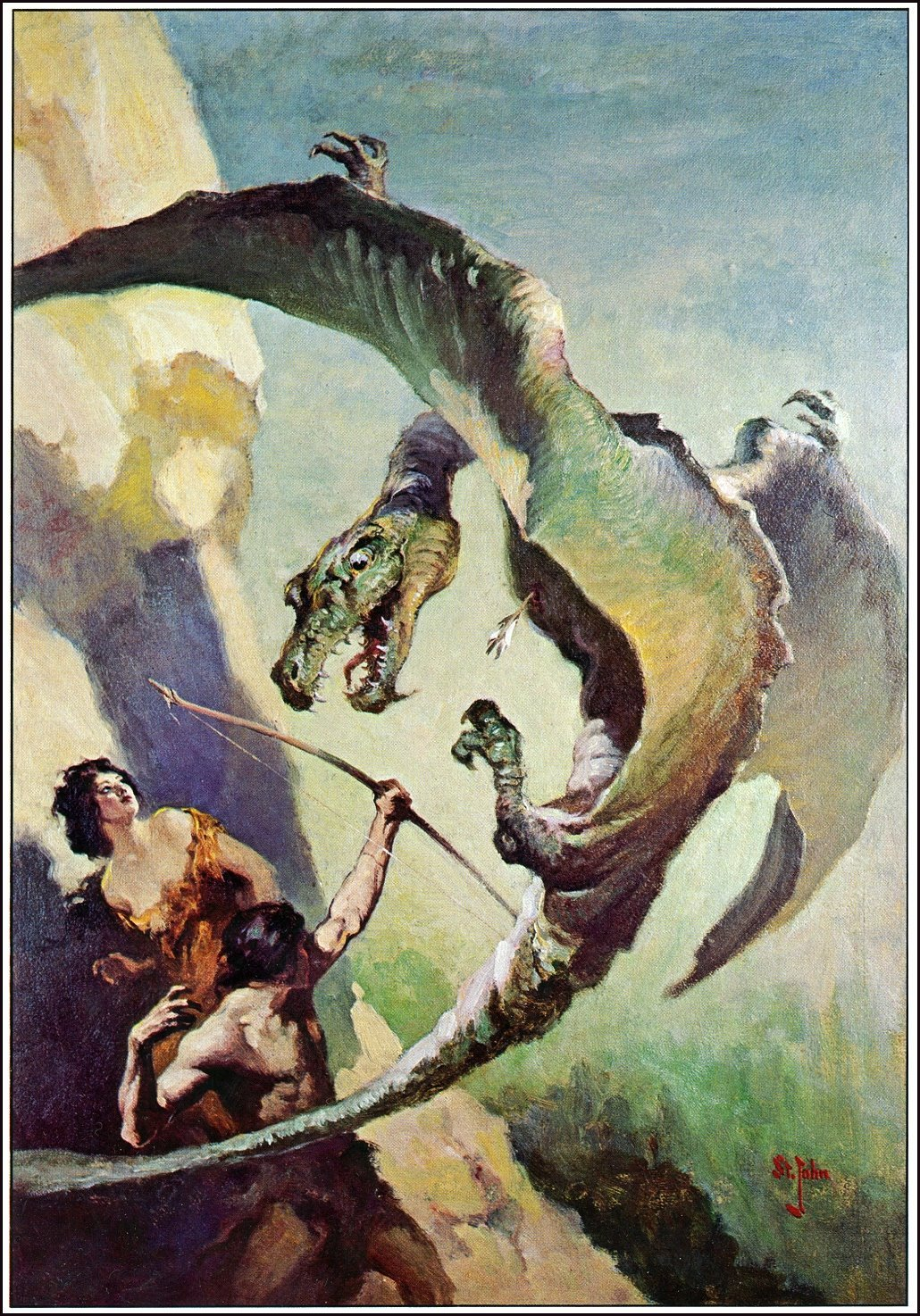
Эскиз для суперобложки романа «К центру Земли» работы Дж. Аллена Сент-Джона (1922)

В своей диссертации У. Уильямс солидаризировался с Р. Лупоффом, что Берроуза можно обозначить как «народного писателя», который сознательно противопоставлял себя высокой литературе и обращался к коллективному бессознательному, что предполагает возможность отыскания архетипических образов и структур в его текстах. Одним из важнейших архетипов массовой культуры является инициация, широко представленная в литературе времени Берроуза. Так, в «Острове сокровищ» представлена классическая модель первобытной инициации: отрок Джим Хокинс уведён взрослыми мужчинами из дома матери, и отправлен за пределы цивилизованного мира, чтобы на практике познать тайны прошлого и отличия добра от зла, учась противостоять последнему. Таким образом окажется, что «примитивные» и «однообразные» сюжеты Берроуза содержат глубокое погружение в тематику смерти, возрождения и апофеоза, и они обращены не только к личностному, но и коллективному бессознательному.
По мнению У. Уильямса, эти особенности берроузовского художественного мышления ярко проявились в семи романах пеллюсидарского цикла. Этот вариант фантастического метамира был помещён писателем в пределы полой Земли. Центральным героем является Дэвид Иннес, обычно действующий в одной компании с Эбнером Перри и своей подругой из Пеллюсидара Дианой Прекрасной. Иннес действует во всех романах, хотя и не всегда в роли протагониста. Его спуск в Пеллюсидар является типичной инициацией, трактуемой сугубо натуралистически: погружение в недра Матери-Земли есть обратное рождение, то есть возвращение в матку. Можно провести параллели с формулировками Мирча Элиаде: сценарий инициации предполагает возвращение к мифическому времени и воссоздаёт роли и переживания мифических первопредков в момент после сотворения мира и начала преодоления хаоса. Иннес проходит все ступени посвящений: утвердившись в подземном мире в качестве взрослого мужчины, он восходит на уровни правителя, жреца-шамана, и, наконец, божества. В романе «В недрах Земли» представлен и земной путь Дэвида Иннеса: осиротев в 19-летнем возрасте, с совершеннолетием (21 год) он должен унаследовать горный бизнес своего отца, если докажет к тому времени годность работать в нём. То есть он находится в промежутке от отрочества к зрелости — наиболее подходящего для инициации. Традиционно «рождение обратно» должно сопровождаться реальной опасностью для жизни, что для героя обернулось проходом на специальной машине через огонь и лёд. Появление Иннеса и Перри в Пеллюсидаре, по ту сторону пятисотмильной земной оболочки, описано как символическая смерть, что позволяет им возродиться под светом подземного Солнца, всегда находящегося в зените. Времени в Пеллюсидаре вообще не существует, так как раскалённое земное ядро не предполагает смены дня и ночи, не знают такого понятия и аборигены. Даже часы, которые герои принесли с собой, перестают действовать. Перри и Иннес перестают стареть, находясь в подземном мире. В подземном мире рождаются дети и достигают зрелости, помня своё прошлое, но взрослые почти не меняются, нет упоминания о старцах и смертях по естественной причине. Когда Джейсон Гридли устанавливает с большой землёй радиосвязь и начинает передавать сигналы точного времени, это раздражает пеллюсидарцев, и он вынужден прекратить это занятие.
Пеллюсидар — в буквальном смысле доисторический мир. Здесь сосуществуют животные практически всех геологических эр, и пещерные люди вынуждены укрываться от как от юрских и триасовых рептилий, так и грозных птиц и млекопитающих плиоцена. Здесь можно провести прямые параллели с «Затерянным миром» Конан Дойля, который вышел в свет за два года до выпуска первого романа пеллюсидарского цикла. У Конан Дойля также представлена концепция остановившегося времени, которое образует разрыв с историческим временем большого мира. Степень мифологизации у Берроуза намного больше: Иннес прямо рассуждает о религии и сравнивает себя Адамом, которому предстоит отыскать в «детстве мира» свою Еву, а встречаясь с теми или иными доисторическими чудовищами, рефлексирует на тему, что чувствовали в аналогичной ситуации его далёкие пращуры. Далее его поражает то, что подвиг превращается в обыденность, и его странствие по доисторическому миру оказывается «монотонным». Важной составляющей ритуала инициации является познание сексуальности, так как после перехода в состояние зрелости человеку предстоит продолжить род, заслужив это право. Махары — господствующая раса подземного мира, угнетающая людей, — это яйцекладущие ящеры-людоеды женского рода, в буквальном смысле воплощение «пожирающего материнства». Убив четверых махаров и похитив их священную книгу, где разъясняется тайна оплодотворения яиц, Иннес совершает эпический подвиг: он обрёк жестоких самок на вымирание, отдав Пеллюсидар в руки людей. Завершение инициации (Иннес и Перри завернулись в шкуры поверженных ими махаров) должно сопровождаться наградой: Дэвиду предстоит обрести Диану и вернуться в верхний мир, чтобы привезти обратно те предметы, которые помогут ему стать правителем. То есть последующие романы можно трактовать как восхождение к высшим степеням шаманского посвящения, которые предполагают вознесение в верхний мир. Статус Иннеса-геолога и горнозаводчика как божественного правителя может вызывать параллели со статусом кузнеца во многих древних культурах. Первый вклад Дэвида в развитие Пеллюсидара — изобретение лука и стрел, за которым он выковывает меч и создаёт порох. Впрочем, он желает иного будущего, рассказывая Перри, что хочет «мира со швейными машинками, механическими жатками и плугами, бумагой и типографиями».
Эрвинг Хольцмарк отмечал, что качество последних романов пеллюсидарского цикла («Земля страха» и «Свирепый Пеллюсидар») существенно ухудшилось, так как 70-летний писатель «выработал свою повествовательную формулу до изнеможения». Сюжеты абсолютно стандартны, однако писатель устами своих героев высказывает ряд взглядов, которые и в 1930-е годы были сексистскими. Попав в плен к амазонкам, Дэвид Иннес рассуждает, что «один из полов должен править; и мужчина по темпераменту кажется более подходящим для этой работы, чем женщина». Сюжеты строго линейные, «одно бессмысленное событие следует за другим». «Земля страха» обозначена критиком как, вероятно, худшее произведение Берроуза вообще, почти что «самопародия уставшего писателя». «Свирепый Пеллюсидар» также обозначен как «неудачное завершение амбициозной писательской карьеры».

### Карсон Непер и венерианский цикл

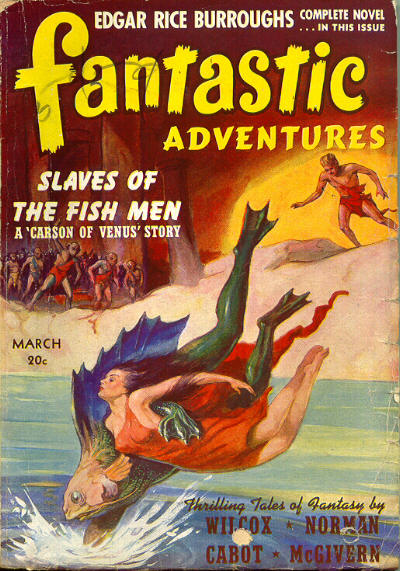
Обложка мартовского выпуска журнала «Fantastic Adventures» за 1941 год, с публикацией романа «Карсон с Венеры»

Цикл о Карсоне Непере, начатый в 1931 году (последняя, пятая часть, — повесть «Колдун Венеры» — вышла в свет после смерти автора), принадлежит позднему этапу в творчестве Эдгара Берроуза. Тональность этого сериала Э. Хольцмарк обозначал как «утомительную». Главный герой — изобретатель Карсон Непер из Виргинии, является стереотипным берроузовским протагонистом, и, в отличие от своего «земляка» Джона Картера, лишён индивидуальности. Даже благожелательно настроенные критики отмечали, что мир Амтора (как называют обитатели Венеры свою планету) вторичен, а действие никогда не разворачивалось так стремительно, как в марсианской серии. Типичный шаблон текста об Амторе предполагает, что герой не по своей воле попадает в чужую страну, которая более или менее враждебна к нему. Подвергаясь разного рода испытаниям, герой бежит от своих поработителей, и далее попадает в руки новых враждебных сил или, напротив, осуществляет какое-то важное начинание в компании своих друзей. Основным двигателем сюжета являются поиски возлюбленной Непера — принцессы Дуары из Вепайи. Однако, в отличие от Барсума и мира Тарзана, в романах об Амторе много места занимают рассуждения о политике, революции и описания различных методов социального переустройства. В романе «Затерянные на Венере» описан утопический город Гавату, обитатели которого практикуют евгенику и едва не приговаривают Карсона к смерти как «дегенерата» (и его спасает лишь то, что он смог построить самолёт и открыл для жителей Гавату принципиально новую отрасль техники). Как минимум однажды Непер возглавил революцию («Пираты Венеры»). В романе «Карсон с Венеры» содержится недвусмысленная и резкая критика европейского фашизма, не слишком уместная в приключенческом тексте. Как обычно, установив порядок в политическом хаосе, Карсон продолжает свои приключения в другом месте. В общем, Э. Хольцмарк сводил данный шаблон к образу странствующего героя античного эпоса, то есть одиссее. Однако Карсон является сниженным типом героя: в отличие от Одиссея или Энея, «он никогда не меняется, ничему не учится, никуда не растёт, никогда не задаётся вопросами, никогда, кажется, не имеет времени думать ни о чём, кроме как найти Дуару или выпутаться из очередного безумия». Масштабы применения шаблонов в этом сериале Хольцмарк назвал «бесстыдными».
Эрвинг Хольцмарк утверждал, что использование шаблонов в жанровой литературе освобождает писателя от необходимости долгих раздумий о форме повествования, давая ему возможность полностью посвятить себя замыслу, выстраиванию сюжета, манипуляциям с читательскими ожиданиями. Однако в венерианском цикле Берроуз не пытался использовать писательскую формулу для чего-то ещё; автор исписался, поэтому в романах нет ни сюжетной, ни тематической новизны. Даже сам Карсон оказывается совершенно поверхностным героем: он не отождествляет себя с местной цивилизацией, в отличие от Джона Картера, и не предаётся самосозерцанию и анализу окружающей действительности, как Тарзан. Карсон находится в вечном поиске неведомо чего, и даже финал «Колдуна Венеры», в котором Непер и его друг Эро Шан вернулись в Санару, место их постоянного обитания, не убеждает, что герой останется в городе надолго. Весь сюжет цикла характеризуется «бесцельной открытостью». Вместе с тем, именно в «Колдуне Венеры», написанном в 1941 году, в образе Карсона Непера намечаются некоторые подвижки, которые делают персонажа более человечным, поскольку именно его интеллектуальные, и даже, отчасти, паранормальные способности позволяют Неперу уничтожить злого чародея Моргаса, что более не под силу никому на планете. В этой повести, в отличие от четырёх предыдущих, герой почти исключительно занят «приключениями духа», а не «приключениями тела». Диссонанс оказывается велик, хотя не противоречит исходному посылу: Карсон на свои средства и по собственному проекту построил космический корабль, чтобы долететь до Марса (в первом романе «Пираты Венеры»). Однако далее все его интересы сугубо практичны, немногие интеллектуальные его посылы сводятся к мистицизму, почерпнутому у индийского наставника. Его подруга, а затем жена, Дуара, дочь Минтепа, короля Вепайи, также лишена всякой индивидуальности, и не может сравниваться с Деей Торис или Джейн Портер. Она до самого конца остаётся «призрачной», определённого образа у читателя не складывается. При этом Дуара имеет характер: она эмоциональна, может отстаивать своё мнение, может менять своё отношение к окружающим персонажам, и даже яростно ревновать своего Карсона; у неё хватает и физических сил и отваги, достойных дочери правителя. Для произведений, написанных в 1930-е годы, женские образы Берроуза слишком одномерны, поскольку выстраиваются исходя из викторианских представлений. Сколько-нибудь индивидуальны «в этой галерее безвкусицы» только эпизодические героини: интриганка Зерка в стране Зани (в «Карсоне с Венеры») и таинственная пророчица Лото-Эль-Хо-Ганья, она же Бетти Калвелл из Бруклина, неведомо как угодившая на Амтор («Скитания по Венере»). По мнению Хольцмарка, Зерка, смелая и порядочная женщина, готовая пойти на большие жертвы во имя своей порабощённой страны, — это гораздо более героическая личность, чем сам Карсон.

### Прочие произведения Берроуза

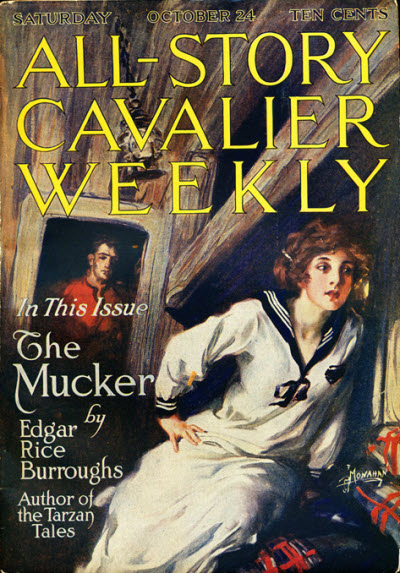
Обложка журнала «All-Story Weekly» (октябрь, 1914) с публикацией романа «Грубиян»

Помимо наиболее тиражируемых циклов, Берроуз написал и издал более двух десятков объёмных текстов, которые в наиболее общем виде могут быть классифицированы. Во-первых, это малые серии или отдельные сюжеты в жанре фэнтези, которые являются вариациями больших циклов (с действием на Луне или в соседней галактике). Во-вторых, это приключенческие повествования, фабула которых помещена в земной мир, будь то в прошлом («Изгнанник из Торна») или в современности («Эксперт по эффективности»). Ранний Берроуз смело экспериментировал, примером чего является роман «Грубиян» (1913), написанный в русле популярного тогда социально-критического «городского» жанра. Это сентиментальное повествование, проникнутое морализированием, реализующим коллизию, многократно повторяемую в разных циклах Берроуза: «искупление „плохого“ мужчины в результате его любви к „хорошей“ женщине», разновидность bildungsroman. Билли Бирн — выходец из трущоб чикагского Вест-Сайда, приобрёл авторитет в одной из уличных банд благодаря огромным кулакам и физической силе. Далее он оказывается на одном корабле с аристократкой Барбарой Хардинг, терпит кораблекрушение, и их чувства разворачиваются на фоне робинзонады на отдалённом острове в Тихом океане. Эрвинг Хольцмарк характеризовал сюжет как «квинтэссенцию» всех базовых элементов писательской формулы Эдгара Берроуза. Например, на острове, который относится к Японскому архипелагу, живёт сообщество средневековых самураев, — своего рода вариация обитателей Опара в цикле про Тарзана. Романтическая линия аналогичная тарзановой, и писательская формула «Грубияна» такова: герой покидает пределы реального мира (Америки), сталкивается с теми или иными монстрами, спасает женщину, и, вернувшись к цивилизации, очень сильно меняется в лучшую сторону. С циклом о Тарзане «Грубияна» роднят мотивы благодатной жизни на природе и искупительной силы любви. Роберт Морсбергер охарактеризовал этот роман как «каталог сюжетов и сеттингов, бытовавших в макулатурных журналах того времени».
В 1915 году Берроуз написал нехарактерный для него роман в стиле «твёрдой» научной фантастики (и, отчасти, антиутопии) — «По ту сторону тридцатой долготы», впоследствии вышедший под названием «Затерянный континент». Этим романом он примерно на тридцать лет опередил аналогичные тексты американских фантастов. Действие разворачивалось спустя сто лет, когда непрекращающиеся войны отделили Новый Свет от Старого. «Затерянный континент» — это Евразия. Главный герой Джефферсон Терк командует аэроподводной лодкой, патрулируя морские границы США. Из-за шторма его заносит в Англию, где он узнаёт, что Европа давно выродилась и населена дикими племенами. Старый свет поделён между христианской консервативной Эфиопской империей и прогрессивным материалистическим Китаем. После многих приключений Терк вернулся в США со своей женой из британских дикарей. Майкл Орт считал этот «спекулятивный» текст своеобразным преломлением отношения Берроуза к Первой мировой войне.
Самым «натуралистическим» романом Берроуза стала «Девушка из Голливуда» (1922). Это единственный в своём роде сюжет, по которому глубоко порочная городская женщина влюбляется в благородного селянина на фоне буколических фермерских пейзажей Калифорнии. Город предстаёт как оскверняющая среда, и автор прямо противопоставляет Голливуду ранчо Пеннингтон. Действие усложнённое, включает несколько контрастных сюжетных линий, а главный посыл романа — разоблачение мифа о Голливуде; вероятно, это отражение собственных разочарований Берроуза. Э. Хольцмарк полагал, что в этом романе Берроуз представил нравоучение в духе Золя о том, что город усиливает всеобъемлющую жажду власти и богатства, развращающую всякого человека. Похожие мотивы встречаются в незаконченном романе «Кровь пирата», опубликованном по архивной рукописи в 1970 году. По сюжету, потомок пирата Жан Лафит, выросший в США, и являющийся типичным американцем, будучи полицейским, был направлен на дирижабле в Южно-Китайское море, и потерпел крушение на острове — пиратской базе. Здесь он присоединяется к разным бандам, и, в конце концов, обретя возлюбленную, оседает с большим богатством в Париже. Здесь Берроуз пытался экспериментировать с модными в те времена проблемами наследственных и благоприобретённых человеческих качеств. В архиве писателя остались и наброски романа о женщине-алкоголичке, явно написанном с натуры, в тот период, когда его первая жена окончательно спилась.
К историческому жанру можно отнести два романа про апачей: «Военный вождь» (1926) и «Апачский дьявол» (1927). Здесь писатель описывал цивилизование фронтира Юго-Запада белым человеком. Задолго до того, как это стало мейнстримным трендом, Берроуз занял радикально проиндейскую позицию при описании взросления протагониста-подкидыша. Тарзан был британским лордом, воспитанным обезьяной, Энди Макдафф, сын шотландца и его жены-чероки, был спасён вождём от убийства и стал бо́льшим апачей, чем они сами. Убив своего первого медведя в десятилетнем возрасте, Энди берёт его имя Шоз-Диджиджи, но при этом уважает белых противников, усердно изучает английский язык и не позволяет пытать пленников. Как и Тарзан, Шоз-Диджиджи принадлежит двум мирам и полагает, что в его силах примирить их между собой. В романе много сцен нетерпимости белых, мексиканцев и индейцев друг к другу, и описаний ненормальности отношений, базирующихся на предубеждениях и непонимании с обеих сторон. Однако Берроуз однозначно описывает роль наследственности, поскольку «белый мозг» и неапачское мышление Шоз-Диджиджи позволяет ему сделать первый шаг в сторону белых и начать «наводить мосты». Финал романа лишён счастья: невеста-индианка Великого Медведя убита, он влюбляется в уроженку фермы Уичита Биллингс, но та слишком поздно разобралась в своих чувствах к индейцу, и он уезжает в пустыню, а она возвращается к отцу.

### Влияние
Исследователь Ричард Лупофф отмечал, что, поскольку произведения Эдгара Райса Берроуза «занимают чёткое и вполне законное место в общем потоке художественной литературы», они оказывали определённое воздействие на целое поколение авторов фантастических и приключенческих произведений. Исчерпывающий список продолжателей Берроуза было невозможно составить ещё в 1968 году, когда вышло первое издание монографии Лупоффа. По-видимому, первым подражателем тарзаниады выступил Рой Роквуд, который в 1926—1930 годах выпустил десять романов из серии «Бомба, мальчик из джунглей», литературные качества и идеологический посыл которого были существенно сниженными по сравнению с циклами Берроуза. В 1931 году началась публикация сериала Чарльза Стоунема «Каспа — человек-лев», а десятилетием позже — серии романов Мориса Гарднера о богоподобном Бантане. Специально тарзанскому типу приключенческих романов был посвящён журнал «Jungle Stories», который регулярно выходил в 1938—1954 годах; в этом журнале появился многократно тиражируемый образ Шины, королевы джунглей. Персонажи-супергерои из джунглей успешно адаптировались для комиксов ещё в 1960-е годы.
Ричард Лупофф полагал несомненным воздействие Берроуза на творчество Роберта Говарда. В дальнейшем Фриц Лейбер и Лайон Спрэг де Камп, включившись в производство романов о Конане-варваре, активно использовали сюжетные и сеттинговые наработки Эдгара Берроуза. Образ Конана перекликается с Тарзаном: это герой, пробившийся от никому не известного наёмника до владыки фэнтезийного королевства. Подобно Тарзану, он периодически попадает в передряги и в неволю, истребляет демонов и бросает вызов владыкам. Индивидуальные вариации сюжетов о мире Барсума с собственными персонажами выпускала в 1940—1950-е годы Ли Брэкетт, впрочем, Р. Лупофф называл их «пародиями». Одна из первых опубликованных новелл Рэя Бредбери, созданная в соавторстве с Л. Брэкетт в 1946 году, тоже была вариацией на мир Барсума. Брэдбери в интервью неоднократно упоминал, что именно марсианский цикл Берроуза повлиял на его твёрдое желание стать писателем. Собственные вариации на мир Барсума представлял и Лин Картер. Большим поклонником барсумского сериала был Роберт Хайнлайн, поместив множество прямых отсылок к миру и сюжетным коллизиям Берроуза в романе «Дорога славы» (1963). В 1977 году Хайнлайн попытался объединить сеттинги некоторых фантастических вселенных эры «pulp-литературы», но роман оказался неудачным. На его основе писатель создал «Число зверя», в котором много ссылок на Барсум, в том числе в именах главных героев: Зебадии Джона Картера и Деи Торис Берроуз. В 2020 году первоначальный вариант романа Хайнлайна был напечатан под названием «Погоня за панкерой», и оказалось, что почти треть текста представляет собой фанфик на марсианский цикл Эдгара Берроуза.
Сериал Берроуза подви́г на научные исследования в области планетологии и космонавтики, по крайней мере, одного серьёзного учёного — Карла Сагана. В научно-популярной книге «Космос» он вспоминал:

Помню, как в детстве, затаив дыхание, я читал марсианские романы Эдгара Райса Берроуза. <…> Мыслимо ли — на самом деле, а не в фантазиях — попасть с Джоном Картером в марсианское королевство Гелиум? Можем ли мы одним прекрасным летним вечером по дороге, озарённой светом двух стремительных лун Барсума, отправиться в рискованную научную экспедицию? Пусть даже все выводы Лоуэлла о Марсе, включая существование пресловутых каналов, совершенно несостоятельны, всё равно его описание планеты сделало по меньшей мере одно полезное дело. Оно заставило целое поколение людей (и я из их числа) поверить в реальность исследования планет и задаться вопросом: а не сможем ли мы сами однажды полететь на Марс?.

## Награды и память
К 100-летию со дня рождения Берроуза в 1975 году его бывший дом в Ок-Парке в Чикаго был отмечен бронзовой мемориальной табличкой. В том же 1975 году Эдгар Райс Берроуз посмертно удостоился Inkpot Award, награды, незадолго до того учреждённой на Конвенте комиксов для лиц, внёсших большой вклад в индустрию комиксов, фантастического и фэнтезийного кинематографа, фэндома, и прочего. В 2003 году писатель был введён в «Зал славы научной фантастики и фэнтези» как «плодовитый автор, работавший во многих жанрах — от фантастики и фэнтези до криминального романа», отдельно были отмечены 26 произведений про Тарзана и 11 — про Джона Картера.

## Историография
Как отмечали в своих диссертациях Олуфунмилайо Бамиделе Арева и Жан Де Сильва, историки «серьёзной» англо-американской литературы не занимались изучением творчества Эдгара Берроуза. В существующих биографиях большое внимание уделялось Тарзану, ряд исследований прямо содержит это имя в заглавиях. Значительная часть биографий носила описательный характер, аналитических исследований творчества было мало; Де Сильва насчитывал не более пяти биографий и библиографий, «заслуживающих внимания». В 1964 году была выпущена «Юбилейная библиография» Генри Хейнса, в которой отражены также выступления Берроуза в печати, а отдельный раздел посвящён иллюстрациям его книг. Одним из первых аналитических исследований стала монография Ричарда Лупоффа (первое издание 1968 года, несколько раз переиздавалась), в которой была сделана попытка реконструировать теорию творчества Берроуза, рассмотреть положительные и отрицательные стороны его фантазий. Негативизм преобладал в книге Роберта Фентона 1967 года, основанной на интервью с детьми и племянниками Берроуза. Центральное место в повествовании занимает история сериала о Тарзане, с которым соотносится жизнь самого Берроуза. В 1973 году была защищена диссертация Майкла Орта, реконструирующая литературную биографию Э. Берроуза, в которой психологические мотивы рассматриваются в широком социокультурном контексте. В 1975 году к столетию Эдгара Берроуза вышел 800-страничный том Ирвина Порджеса — наиболее подробная из биографий, основанных на первоисточниках. Автор был допущен к личным дневникам Берроуза. Однако книгу критиковали из-за перенасыщенности мельчайшими сведениями, в которых нелегко отделить важное от второстепенного; вдобавок, Порджес показал Берроуза «зацикленным» на деньгах. В 1981 году вышла монография Эрлинга Хольцмарка «Тарзан и традиция», продолженная в 1986 году краткой биографией, носящей аналитический характер. В частности, Хольцмарку удалось проследить связь берроузовского мифа с древнегреческой мифологией, он также предложил один из вариантов «писательской формулы». Одной из важных задач исследователя стало доказательство необходимости серьёзного литературоведческого исследования творчества прозаика.
Когда в 1960-е годы в США было продано 35 миллионов экземпляров книг Берроуза (главным образом, о Тарзане), это вызвало некоторую реакцию со стороны критиков, которые должны были объяснить феномен. Эта реакция была строго негативной или, в терминологии Марианны Торговник, «растерянной». Так, в 1963 году Пол Мандель (журнал «Life»), как и Гор Видал («Esquire») подчёркивали, что берроузовский бум на рынке объяснялся не политикой издательств, а запросами публики. Оба критика именовали широкий интерес разновидностью эскапизма, и считали это дурным симптомом. Видал утверждал, что, вероятно, жизнь множества людей была настолько убогой, что требовалось пространство, в которых обычный человек мог «доминировать над обстоятельствами». Именно эту потребность книги Берроуза удовлетворяли в 1920-е годы, но углубление данной тенденции в 1960-е годы Видала тревожило. «Человек в львиной шкуре — это фантазия-проекция офисного работника в костюме, или одетого в робу рабочего сборочного конвейера; оба в ловушке системы, которую не они создали и не могут контролировать». В обзоре Джона Силье (New York Times Book Review, 26 октября 1975 года) книги Берроуза названы «бредовыми фантазиями», которые автор разделял со своими читателями. Иными словами, критики полагали, что фантастическая реальность романов Берроуза не имеет связи с социальной реальностью. Подобное отношение к романам Берроуза прямо высказано и в статье Ричарда Голсана 2012 года, в которой подчёркивается эскапизм марсианского цикла и его несовместимость с «высокой» интеллектуальной прозой. Неоднократно предпринимались и попытки деконструкции творчества Берроуза с позиции постструктурализма, расовой критики и феминизма.

### Комментарии
1. ↑  Совокупный тираж книг Берроуза на 1919—1920 годы только в США составил около двух миллионов экземпляров. Доходы от продаж в Британии достигали двух третей американских (55 000 экземпляров одного только первого «Тарзана»), некоторые гонорары приносили переводы на шведский, датский, голландский, русский, немецкий и арабский языки.
2. ↑  Создателем экслибриса был племянник Берроуза — Стэдли. Он сам разъяснил символику: центральная фигура — Тарзан, поддерживаемый его приёмной матерью-обезьяной Калой, и держащий в руках Барсум, лишённый каналов, и опознаваемый по двум лунам. Перо, скрещённое с саблей, символизирует два главных занятия Берроуза (военная служба и литература), а лавровый венок на щите обозначает славу. Герб в левом нижнем углу символизирует этапы карьеры Берроуза — службу в кавалерии (сапог со шпорой), ранчо на Западе (коровий череп), любовь к автомобилям (колесо), литературу как способ заработка (раскрытая книга). На заднем плане — персонажи разных книг Берроуза, опубликованных к 1920 году[89].